# Peugeot Rifter
Les Peugeot Rifter, Citroën Berlingo III, Opel Combo D (rebadgé Vauxhall en Grande-Bretagne) Toyota ProAce City et le Fiat Doblò III sont des utilitaires légers et ludospaces commercialisés par les marques Citroën, Peugeot, Opel et Vauxhall  à partir de l'été 2018, par Toyota à partir de 2019 et par Fiat Professional à partir de 2022.
Ils sont construits dans l'usine Stellantis de Vigo en Espagne et, pour certains, à Mangualde au Portugal.
Par ailleurs, la version utilitaire du Peugeot Rifter reprend l'appellation Peugeot Partner.

## Présentation
Après avoir commercialisé depuis 2007, le Fiat Fiorino III sous les noms "Citroën Nemo" et "Peugeot Bipper", en 2016, PSA n'a pas renouvelé son accord de coopération avec Fiat Professional mais a poursuivi la commercialisation du véhicule jusqu'en fin d'année 2017, à raison de 16 000 exemplaires par an alors que Fiat lançait une version rafraîchie du Fiorino et du Qubo en avril 2016.
La collaboration entre Fiat Professional et PSA Peugeot-Citroën (PSA) étant stoppée sur les petits utilitaires, les véhicules sont déclinés dans les différentes marques du groupe PSA, Peugeot, Citroën et Opel/Vauxhall en trois longueurs à la manière des nouveaux Citroën SpaceTourer, Peugeot Traveller, Toyota ProAce II, afin de les remplacer à moindre coût. Dévoilés en mars 2018 au Salon international de l'automobile de Genève 2018, ils seront commercialisés en juin de la même année.
Les versions ludospaces (nommées Projet K9 en interne) Citroën Berlingo Multispace, Peugeot Rifter et Opel/Vauxhall Combo Life sont dévoilées avant les versions utilitaires qui se nomment Citroën Berlingo Van, Peugeot Partner et Opel/Vauxhall Combo Cargo.
Les niveaux de finition les plus élevés de la version ludospace du Berlingo adoptent une calandre différente des versions d'entrée de gamme et de l'utilitaire.
Le 2 avril 2019, Toyota annonce sa propre version, dévoilée le 30 avril 2019 au Salon de l'automobile de Birmingham en Grande-Bretagne, et disponible à la fin de l’année. La version utilitaire se nomme Toyota ProAce City, et le ludospace qui en dérive Toyota ProAce City Verso.
En octobre 2019, Citroën lance pour la première fois son Berlingo sur le marché japonais.
Le 14 janvier 2021, Citroën présente le ë-Berlingo Van, la version électrique de son Berlingo Van. Il est suivi en janvier et février de la même année du Citroën ë-Berlingo, des Peugeot e-Rifter et e-Partner, ainsi que des Opel/Vauxhall Combo-e Cargo et Combo-e Life,,. En mai 2021 sont finalement présentées les versions Toyota : ProAce City Electric et ProAce City Verso Electric.
En janvier 2022, Stellantis arrête la commercialisation des versions thermiques (diesel et essence) de ses ludospaces en Europe (sauf en Suisse et dans les Balkans). Cette décision est motivée par la volonté de faire baisser les émissions de CO2 moyennes de véhicules commercialisés par le groupe en Europe, dans le cadre de la réglementation CAFE (Corporate Average Fuel Economy) mise en place par l'Union Européenne. Ainsi, les Berlingo, Rifter et Combo Life ne sont plus proposés que dans leur version électrique. Les versions utilitaires ne sont pas concernées par ce changement, ni les modèles badgés Toyota, le constructeur japonais respectant déjà les objectifs de la réglementation CAFE.
Le 6 juin 2022, peu après la fusion de FCA avec PSA pour former Stellantis, Fiat Professional présente la troisième génération de son Fiat Doblò III, qui est un clone du Peugeot Rifter/Partner III, comme les Citroën Berlingo III, Opel/Vauxhall Combo D et Toyota ProAce City. Il s'agit de la première génération de Doblò à ne pas être entièrement développée par Fiat et à ne pas être construite en Turquie par Tofaş mais à Vigo, en Espagne (et également à Mangualde au Portugal dès le mois d'octobre 2022),. Pour les mêmes raisons que les versions Peugeot, Citroën et Opel, le Doblò destiné aux particuliers est dans un premier temps uniquement disponible en version électrique, appelée E-Doblò. L'utilitaire Doblò Cargo est disponible équipé d'un moteur thermique.
Dès septembre 2023, les versions électriques utilitaires des Citroën, Peugeot, Opel, Vauxhall, Toyota et Fiat sont également fabriquées en Angleterre, dans l'usine Vauxhall d'Ellesmere Port. Les versions destinées aux clients particuliers suivent également à partir de 2024.

### Restylage
En octobre 2023, le groupe Stellantis et Toyota présentent la mise à jour de 2024 avec un style différent en fonction des marques. Ce restylage marque aussi le retour des motorisation thermiques partout dans le monde, désormais micro-hybridées. À cette occasion, Thierry Koskas, directeur de la marque Citroën, déclare : « C'est une voiture familiale et la version électrique ne pouvait pas remplacer (la version thermique) car c'est une voiture qui se conduit sur de très longs trajets». Les ventes des modèles destinés aux particuliers s'étaient écroulées à cause de l'arrêt de l'offre thermique.

## Caractéristiques techniques
Les Berlingo, Rifter/Partner, Combo  ProAce City et Doblò reposent sur la plateforme EMP2 du Groupe PSA, devenu Stellantis. Ils sont disponibles en deux longueurs : 4,40 m et 4,75 m, et peuvent accueillir 5 ou 7 places dans les deux longueurs, avec des sièges individuels sur le second rang et des sièges escamotables pour le troisième rang.

### Motorisations
Fin 2024, la version 1.5 BlueHdi 110 ch disparaît du catalogue Peugeot, et les 2 diesel 110 et 130 ch de la gamme Opel/Vauxhall (sauf en Suisse). En 2025, tous les diesel sont supprimés pour répondre à la norme européenne CAFE.
|                            | 1.6 HDi 92                | 1.5 BlueHdi / CDTi / D-4D | 1.5 BlueHdi / CDTi / D-4D | 1.5 BlueHdi / CDTi / D-4D | 1.5 BlueHdi / CDTi / D-4D | 1.2 PureTech / Turbo / VVT-i | 1.2 PureTech / Turbo / VVT-i | 1.6 VTi 115             | e-136                                       |
| -------------------------- | ------------------------- | ------------------------- | ------------------------- | ------------------------- | ------------------------- | ---------------------------- | ---------------------------- | ----------------------- | ------------------------------------------- |
| Architecture               | 4-cylindres ( Type DV/DLD | 4-cylindres (type DV/DLD) | 4-cylindres (type DV/DLD) | 4-cylindres (type DV/DLD) | 4-cylindres (type DV/DLD) | 3-cylindres (type EB)        | 3-cylindres (type EB)        | 4-cylindres ( Type EC ) | Électrique, synchrone à aimants permanents  |
| Cylindrée (cm3)            | 1560                      | 1499                      | 1499                      | 1499                      | 1499                      | 1199                         | 1199                         | 1587                    | -                                           |
| Puissance maximale ch (kW) | 92                        | 75                        | 102                       | 130                       | 130                       | 110                          | 130                          | 115                     | 136                                         |
| au régime de (tr/min)      | 4000                      | 3500                      | 3500                      | 3750                      | 3750                      | 5500                         | 5500                         | 5900                    | 3673                                        |
| Couple maximal (N m)       | 2300                      | 230                       | 250                       | 300                       | 300                       | 205                          | 230                          | 150                     | 260                                         |
| au régime de (tr/min)      | 1500                      | 1750                      | 1750                      | 1750                      | 1750                      | 1500                         | 1750                         | 4000                    | Thermique: 205 Électrique: 205 Combiné: 410 |
| Boîte de vitesses          | BVM5                      | BVM5                      | BVM5                      | BVM6                      | EAT8                      | BVM6                         | EAT8                         | BVM5                    | -                                           |
| Vitesse maximale (km/h)    | 164                       | 152                       | 166 à 170                 | 184                       | 180                       | 175                          | 186                          | 178                     | 130                                         |
| 0-100 km/h (s)             | 14.5                      | 17,9                      | 12,3 à 12,5               | 10,4                      | 10,8                      | 11,7                         | 12,3                         | 11.5                    | 11,2                                        |
| Consommation (L/100 km)    | 5.3                       | 4,3 (5,5)                 | 4,2 à 4,3 (5,4)           | 4,3 (5,5)                 | 4,3 (5,7)                 | 5,5 (6,9)                    | - (7,2)                      | ( 7.5 )                 | -                                           |
| Émissions de CO2 (g/km)    | 139                       | 111 (144)                 | 109 à 112 (142)           | 113 (144)                 | 113 (150)                 | 121 (156)                    | 117 (163)                    | ( 155 )                 | 0                                           |

## Finitions
Finitions disponibles en France sur les versions civiles : [Quand ?]

### Peugeot
- Active Pack
- Allure Pack
- GT

Série spéciale
- Style (2020)[32]

### Citroën
- Live
- Feel
- Feel Pack
- Shine

Séries spéciales
- Rip Curl (2020)[33]
- Trico (2023, Japon uniquement)[34]
- Edition Noire (2023, Japon uniquement)[35]
- Sable (2023, 500 exemplaires, Japon uniquement)[36]

### Opel
- Combo Life
- Edition
- Elégance
- Élégance Plus

### Toyota
- Dynamic
- Executive
- Design

## Galerie d'images

### Phase 1

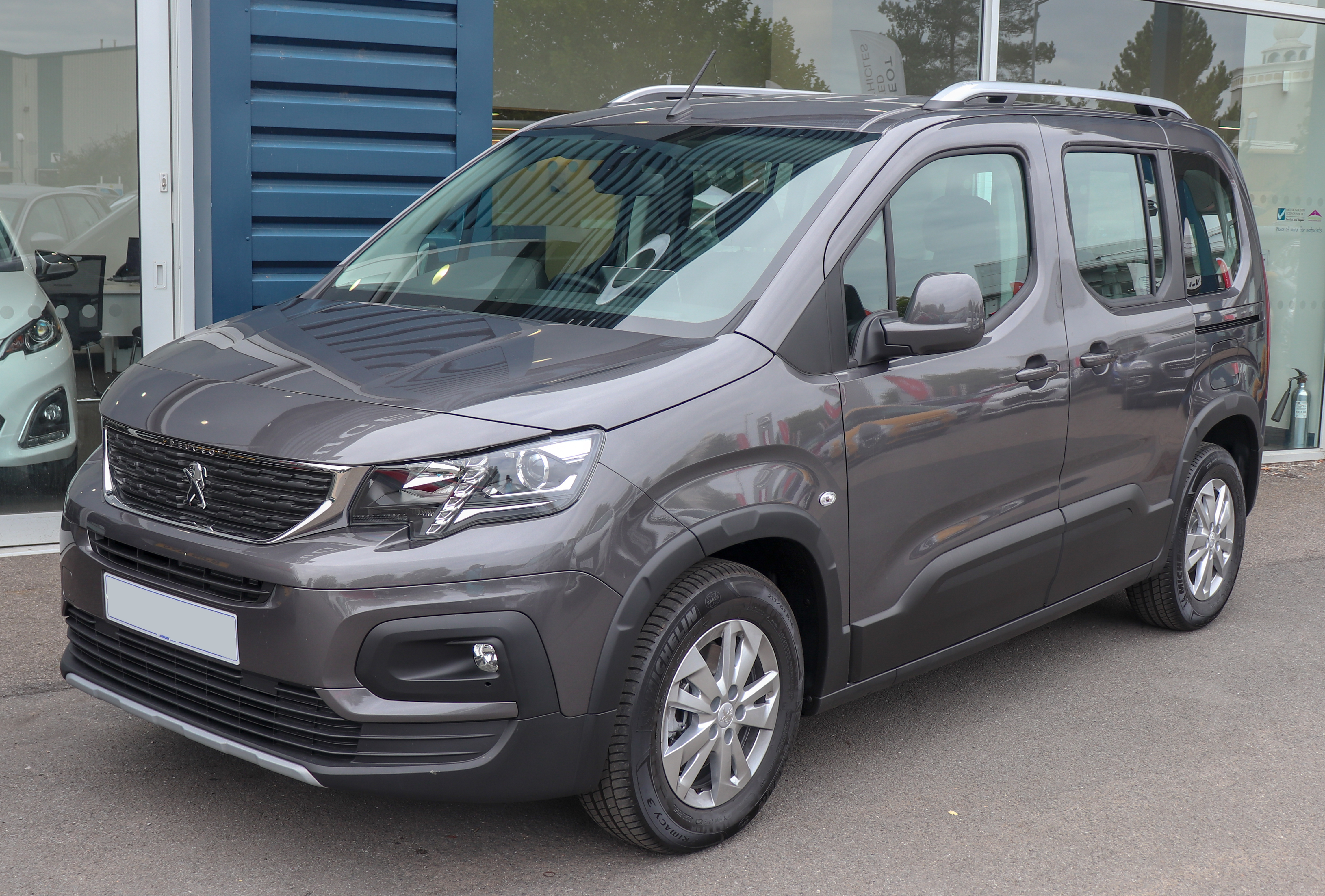
Peugeot Rifter (avant)
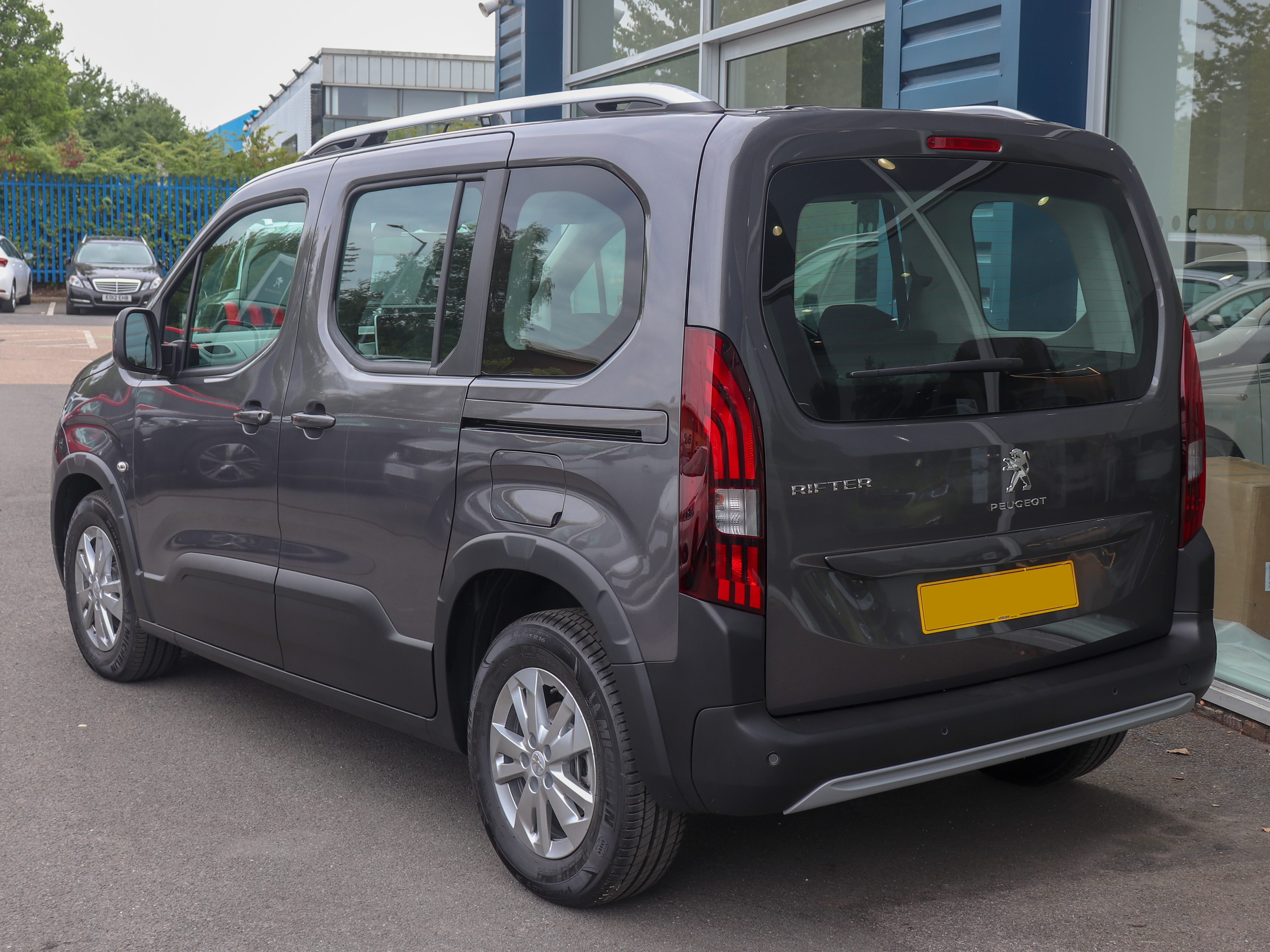
Peugeot Rifter (arrière)
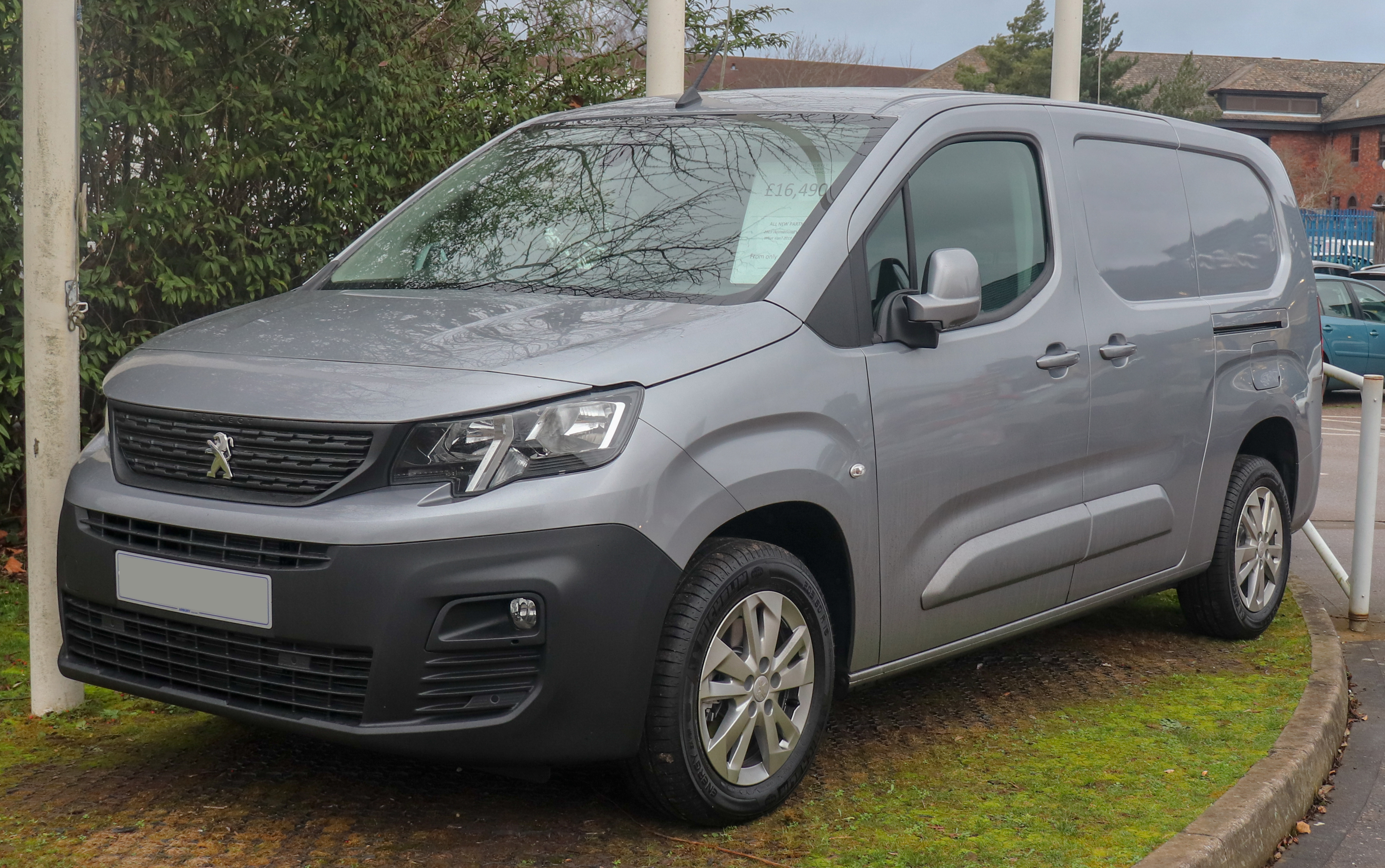
Peugeot Partner (clientèle professionnelle)
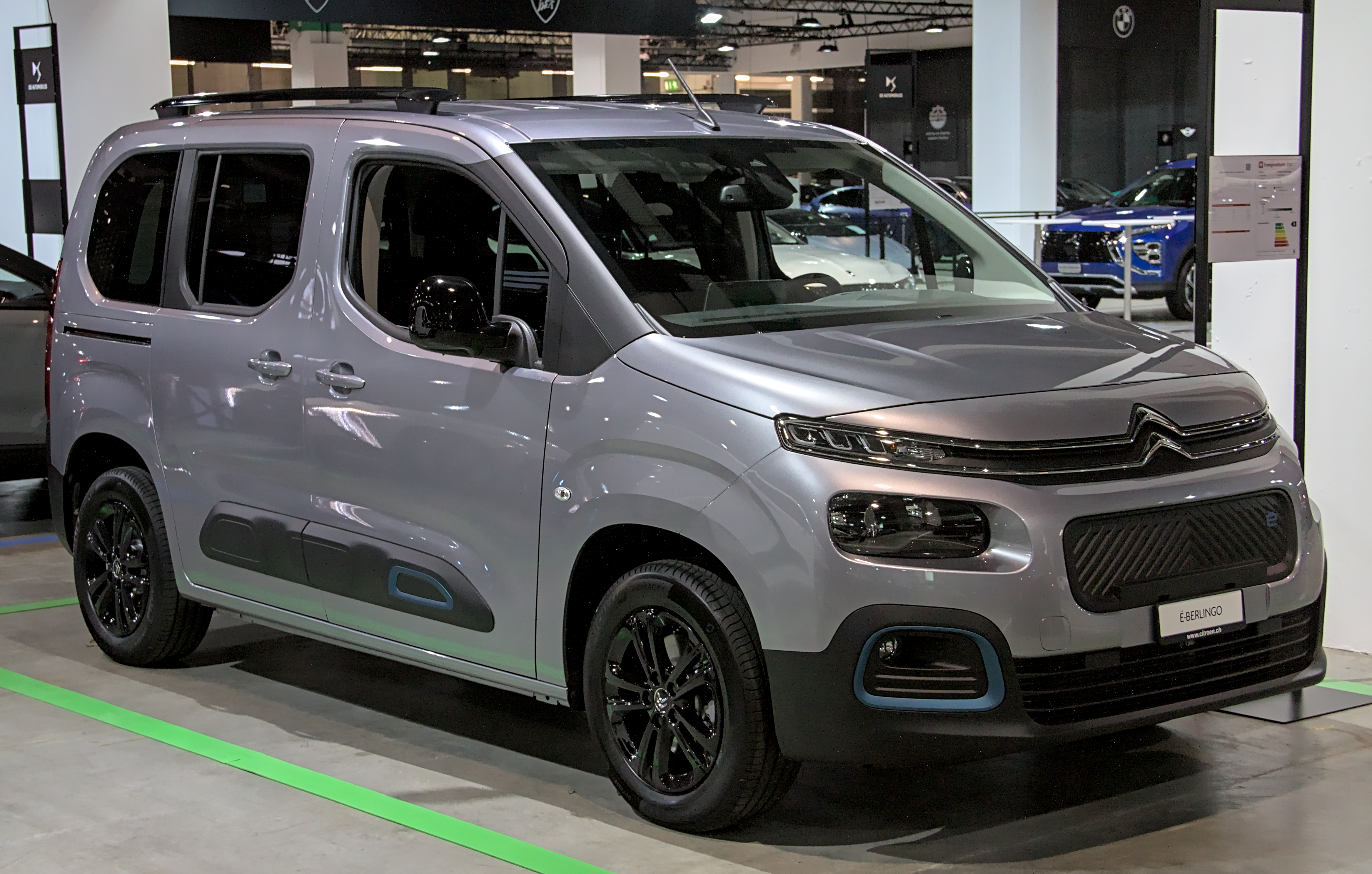
Citroën ë-Berlingo (avant)
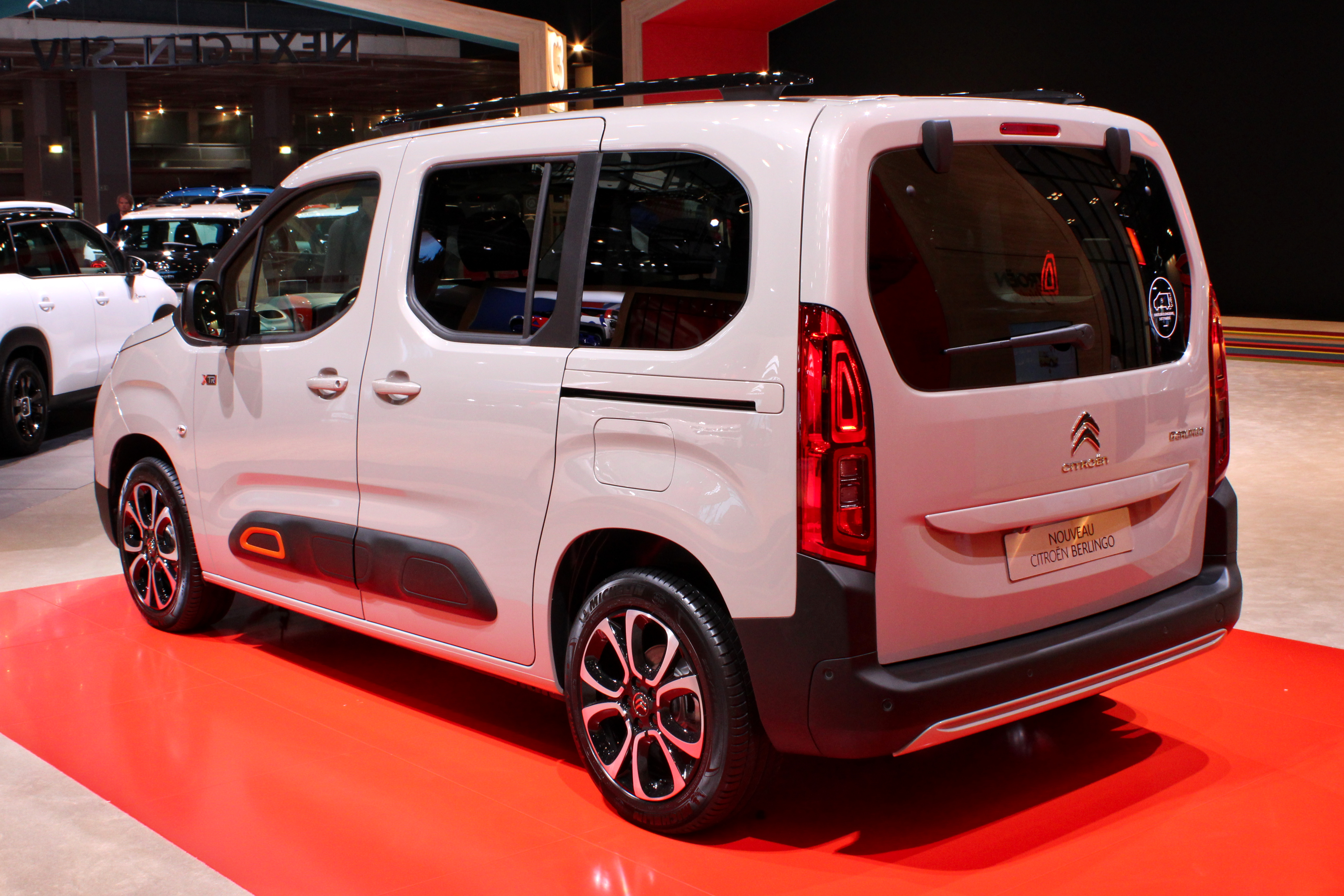
Citroën Berlingo (arrière)
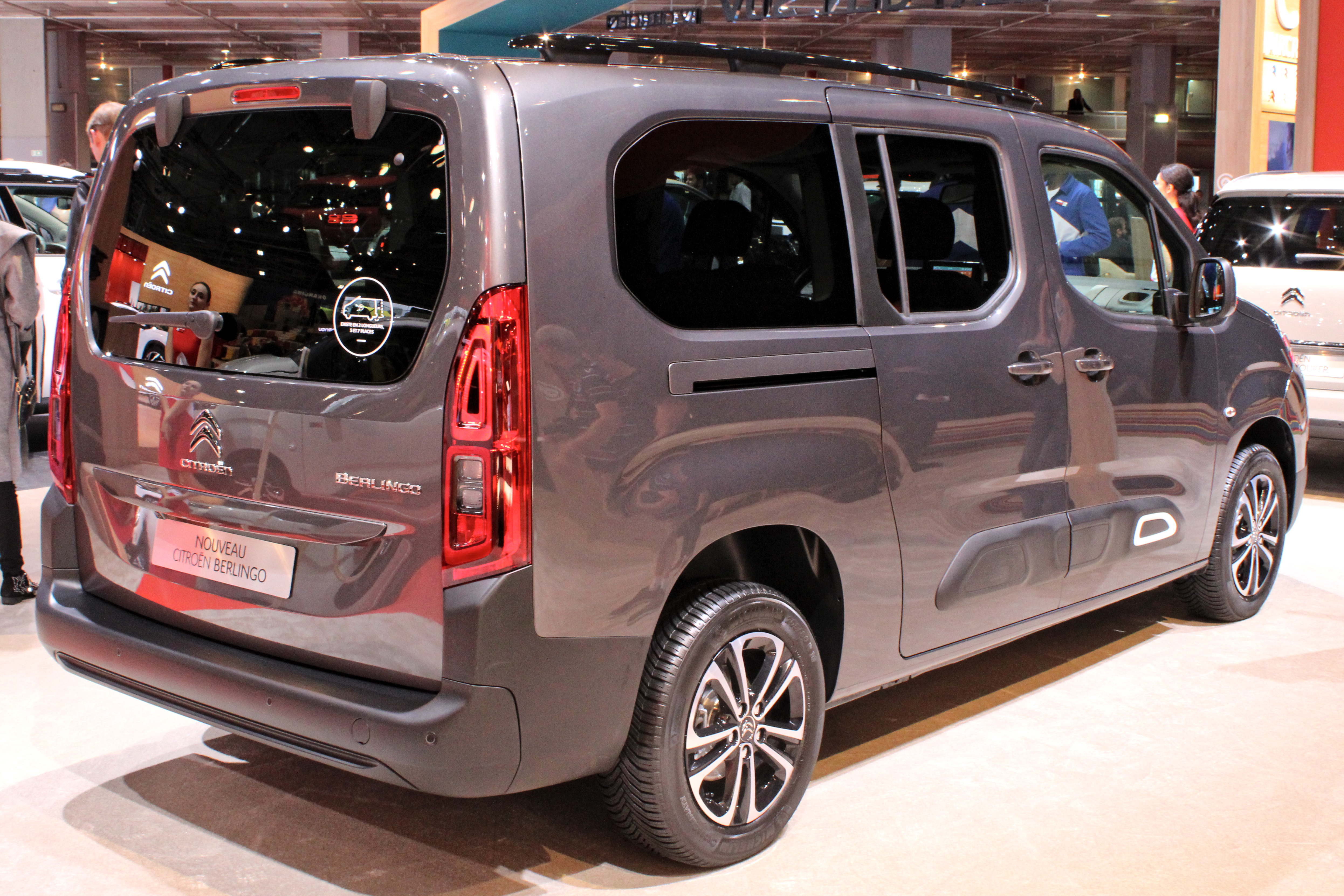
Citroën Berlingo XL (arrière)
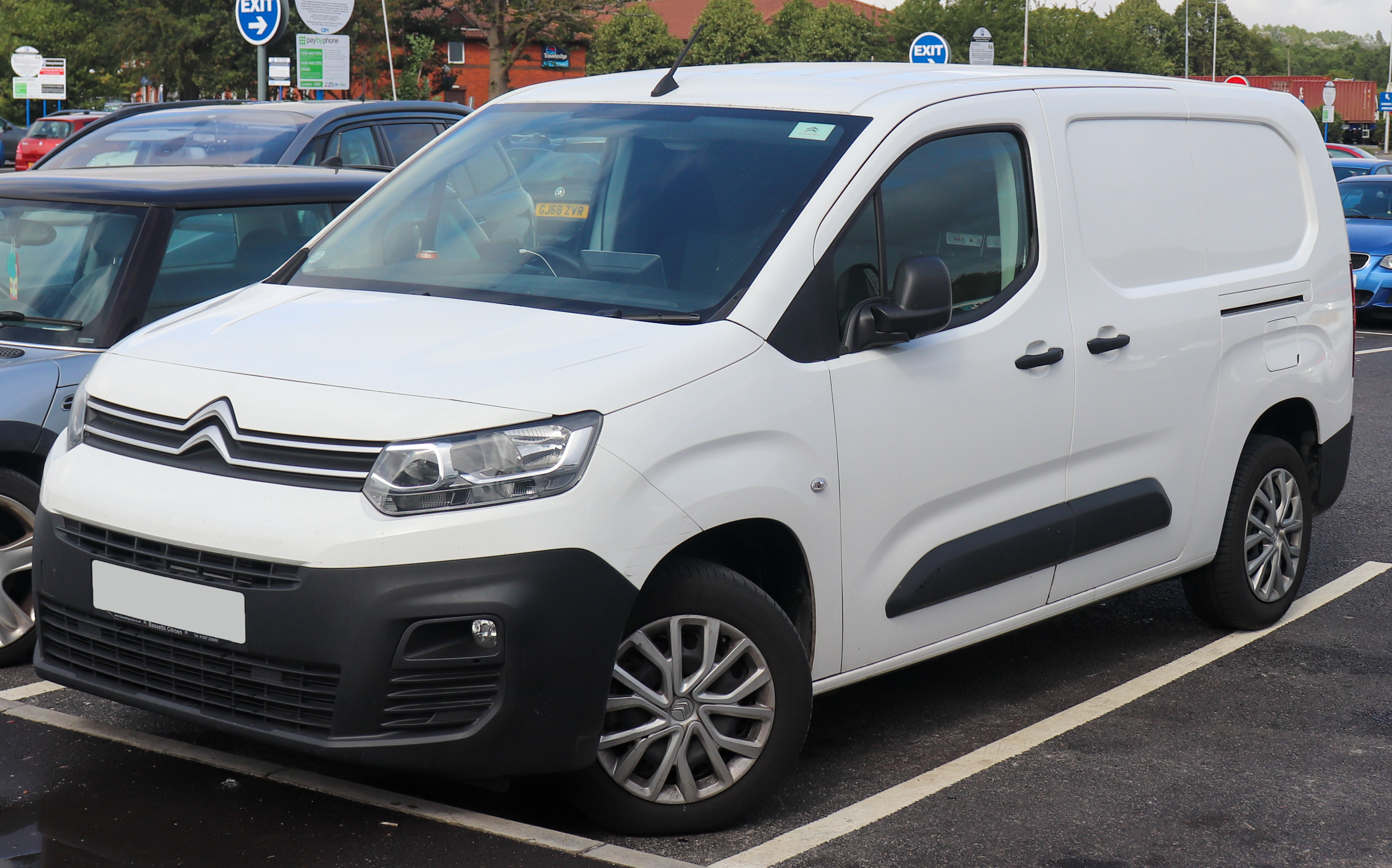
Citroën Berlingo (clientèle professionnelle)
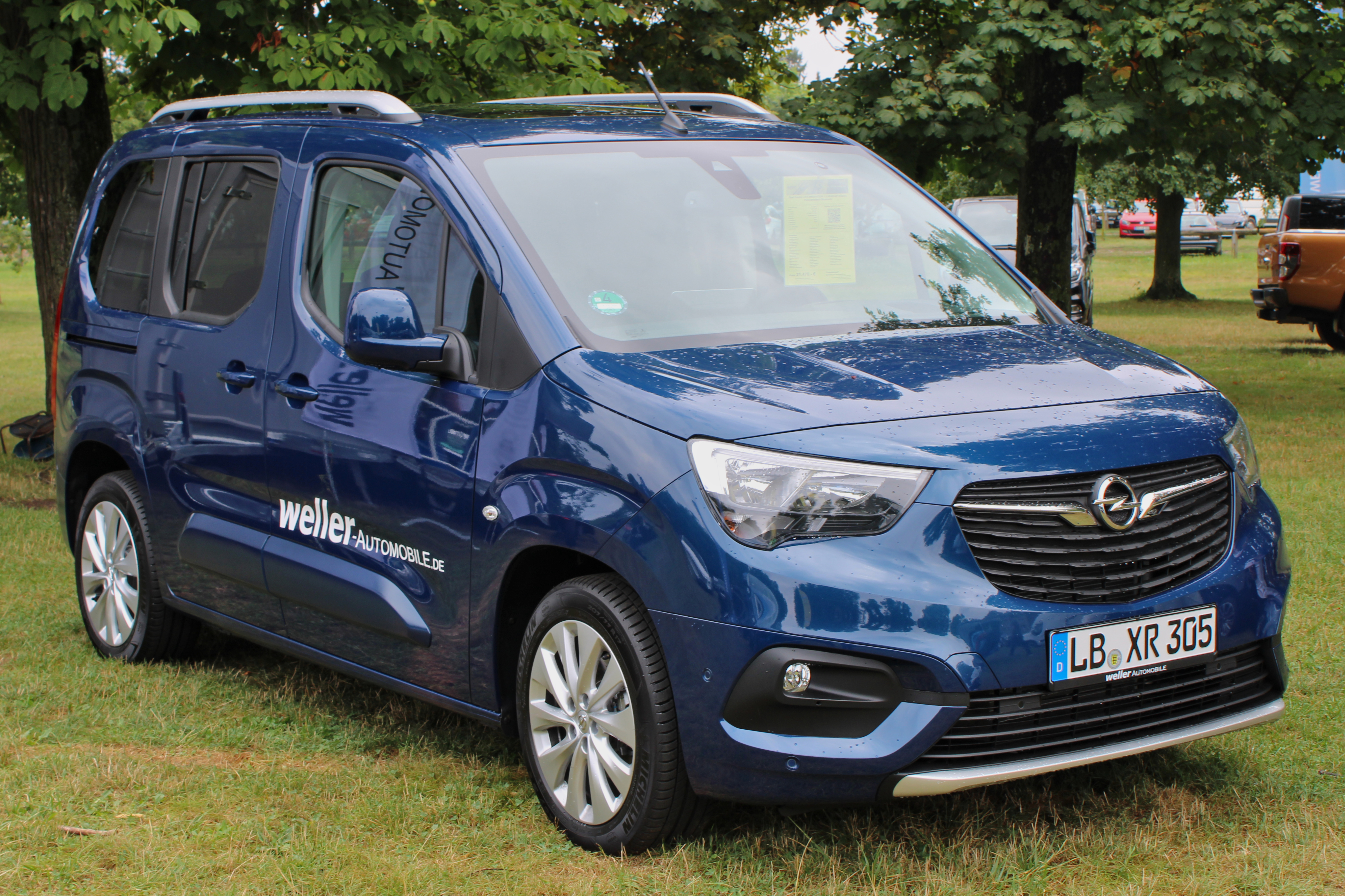
Opel Combo Life (avant)
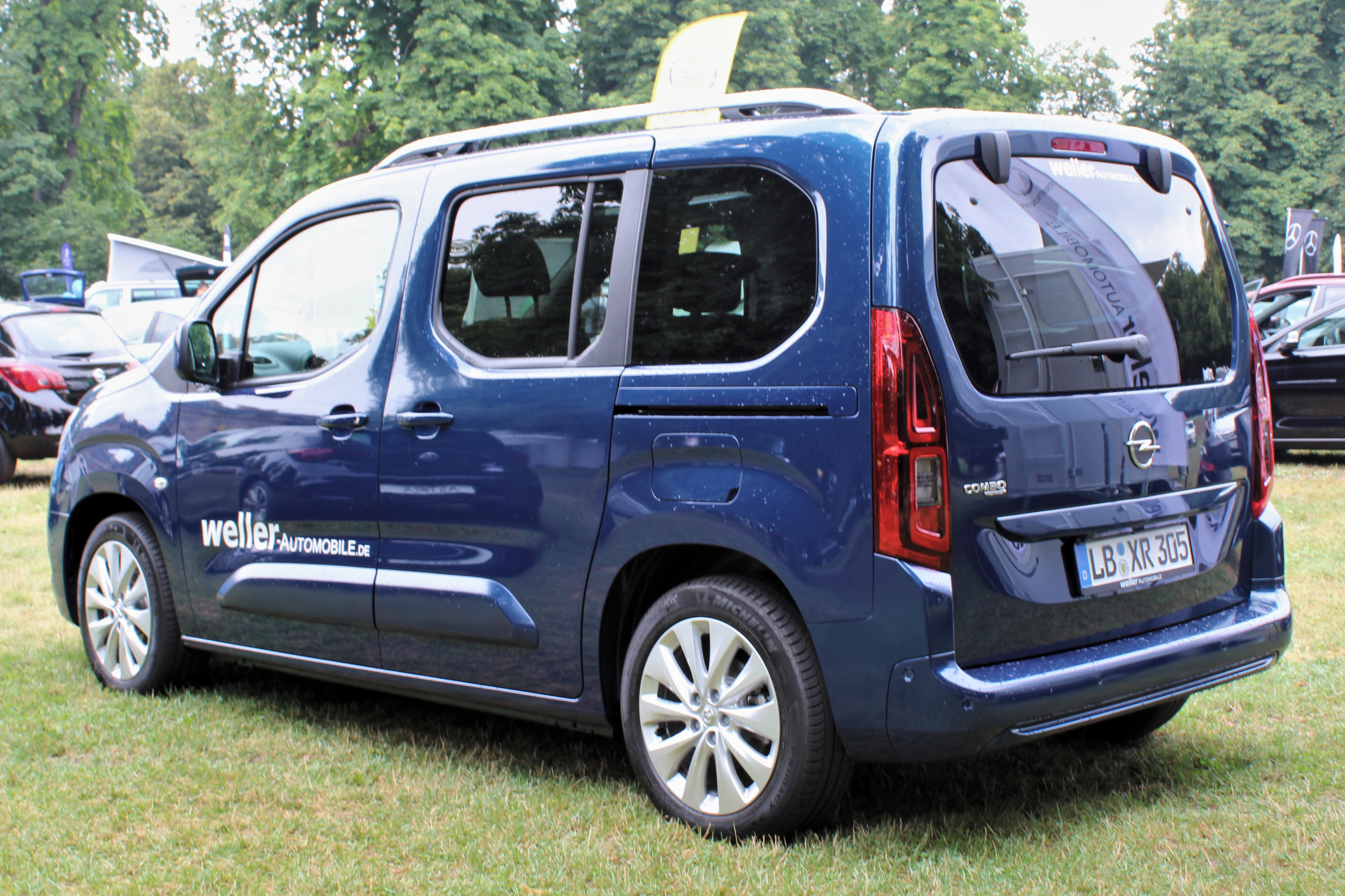
Opel Combo Life (arrière)
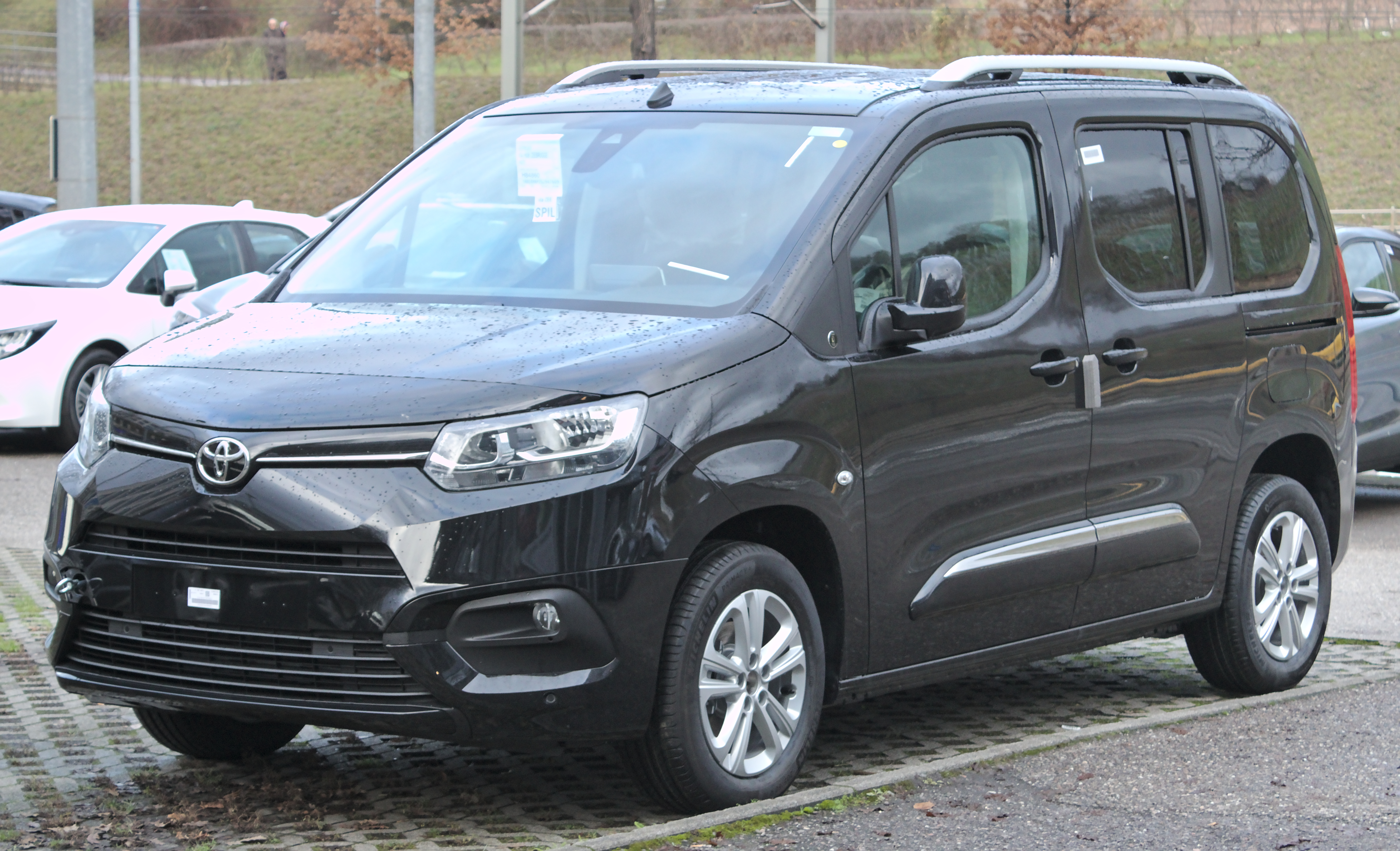
Toyota ProAce City Verso (avant)
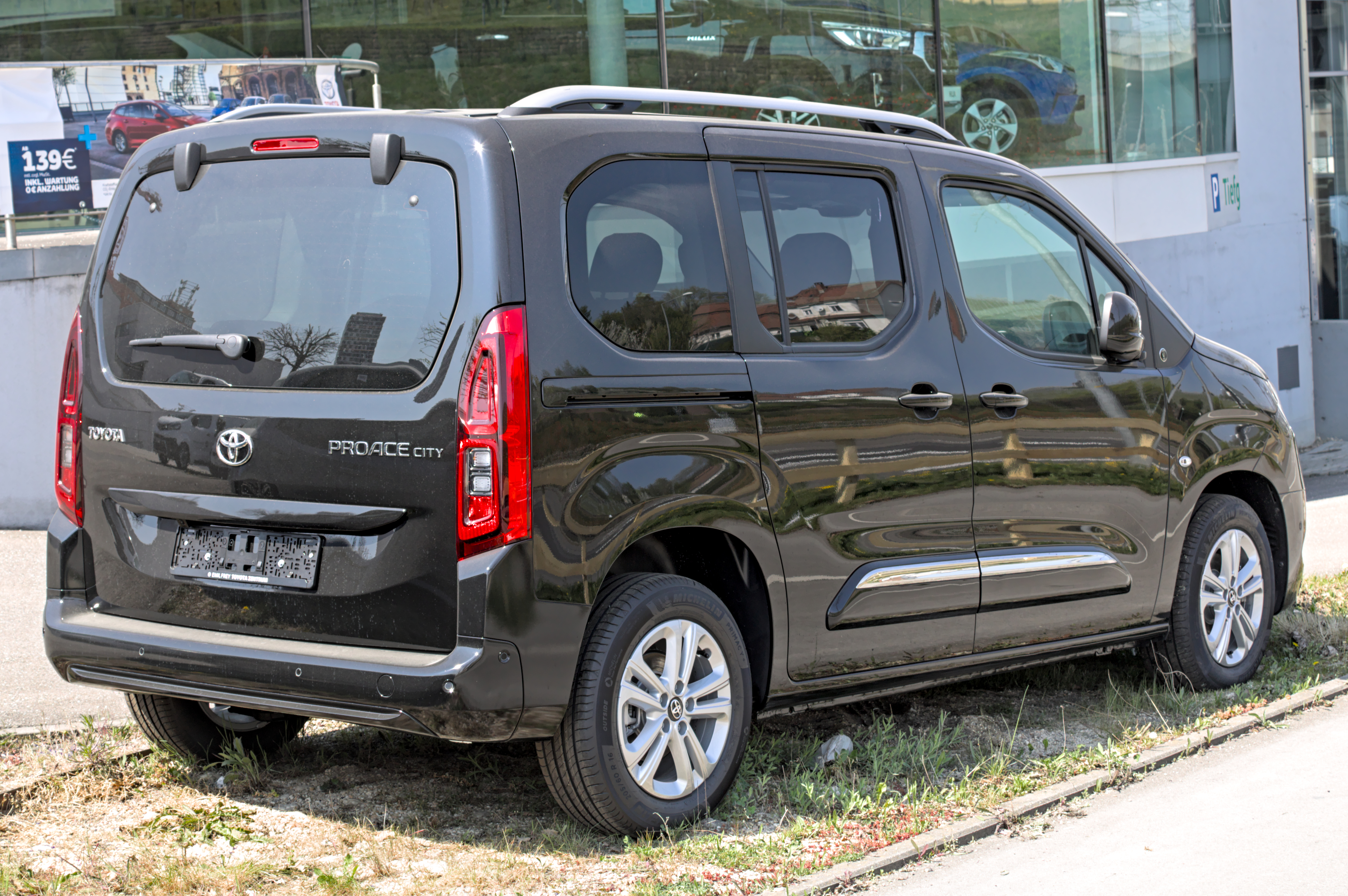
Toyota ProAce City Verso (arrière)
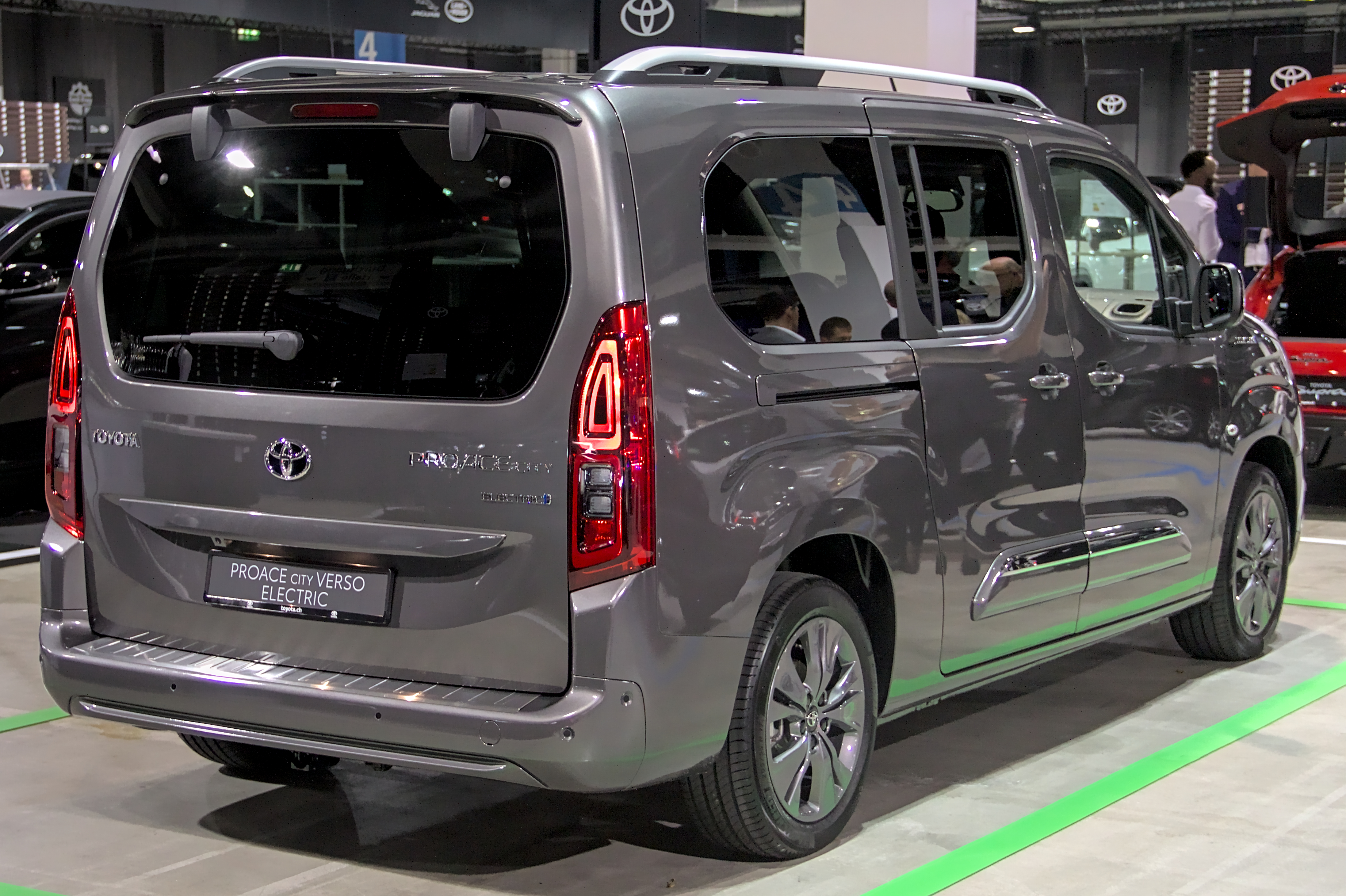
Toyota ProAce City Verso Electric Long (arrière)
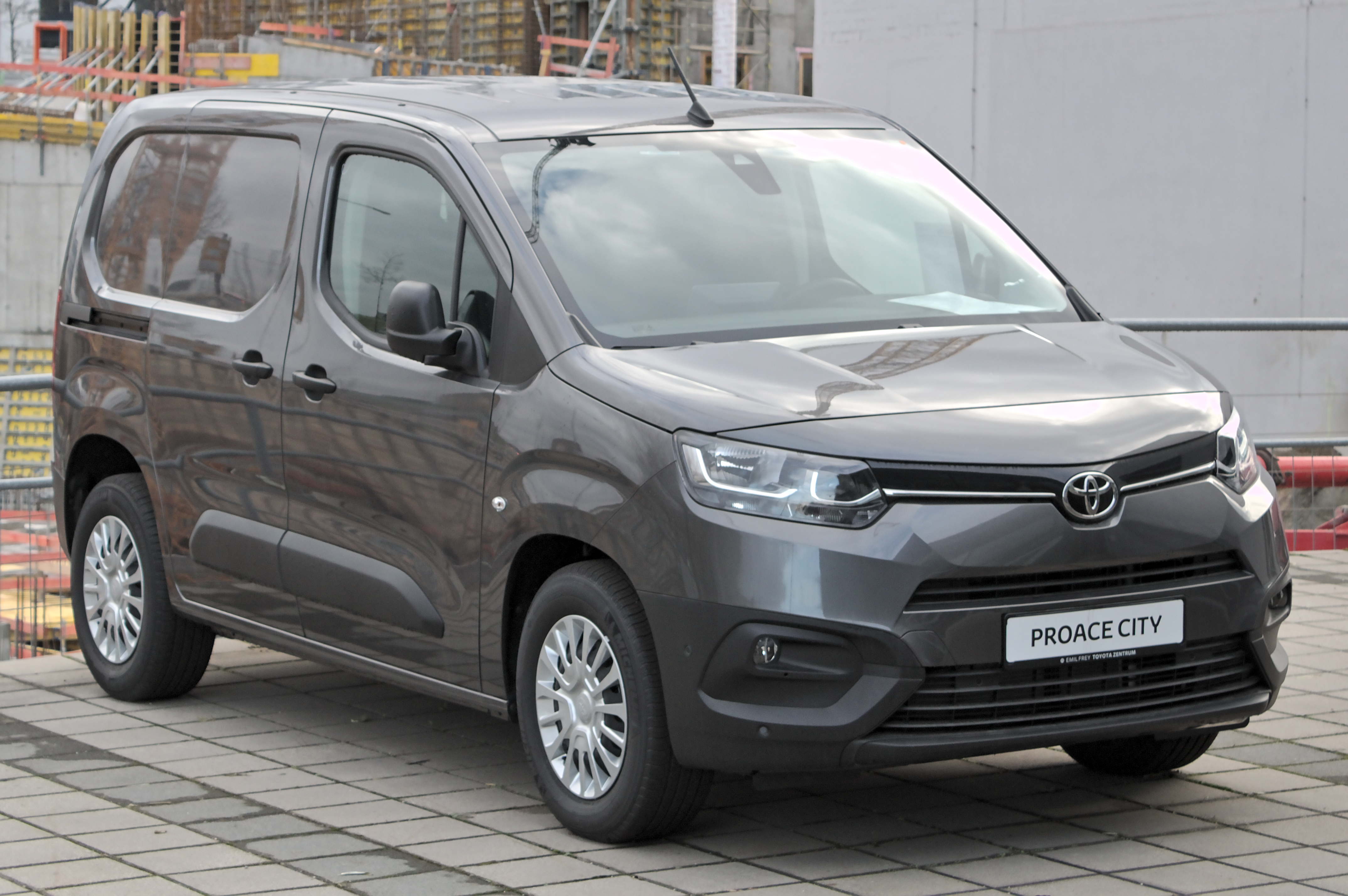
Toyota ProAce City
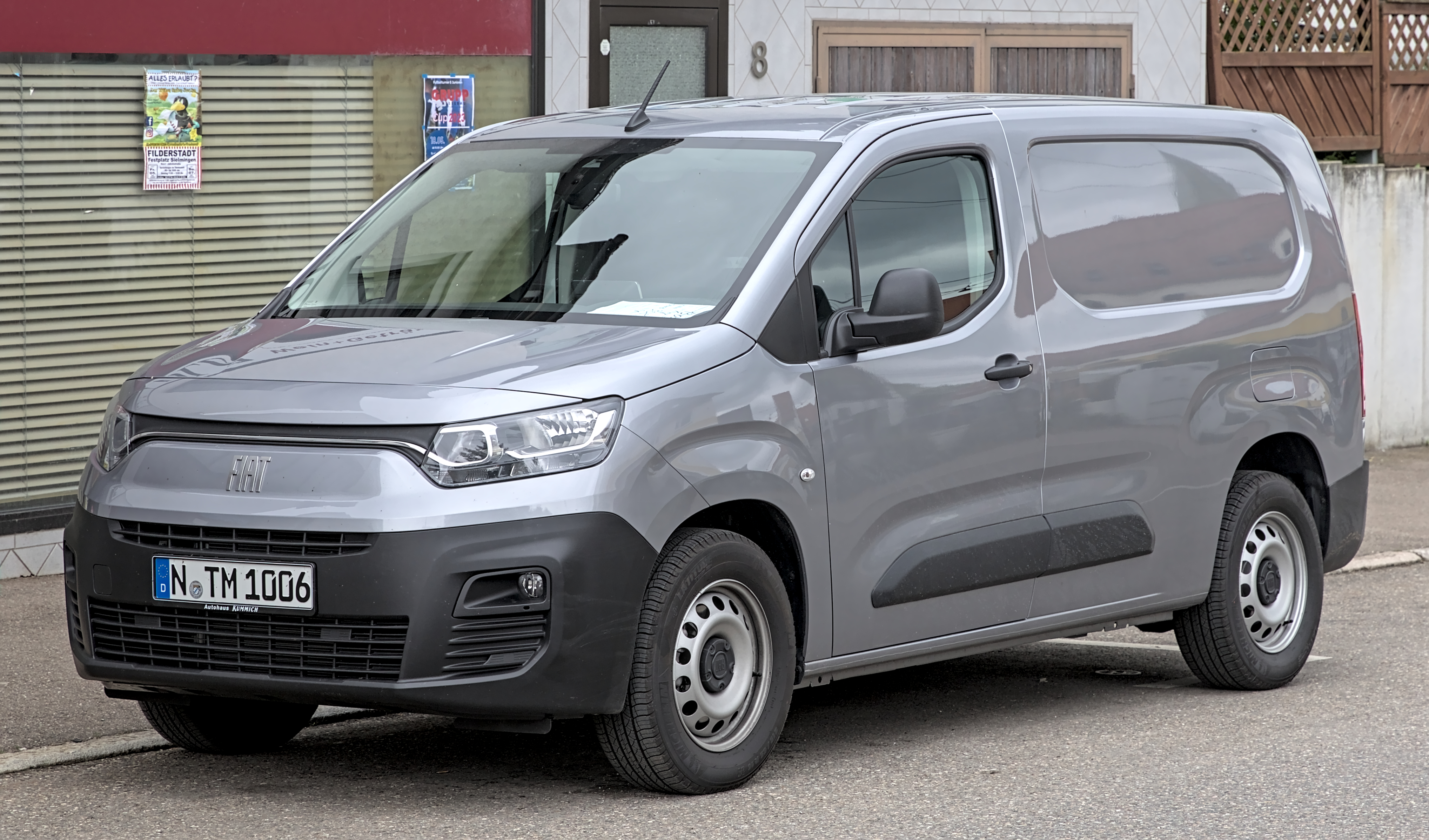
Fiat Doblò Cargo (avant)
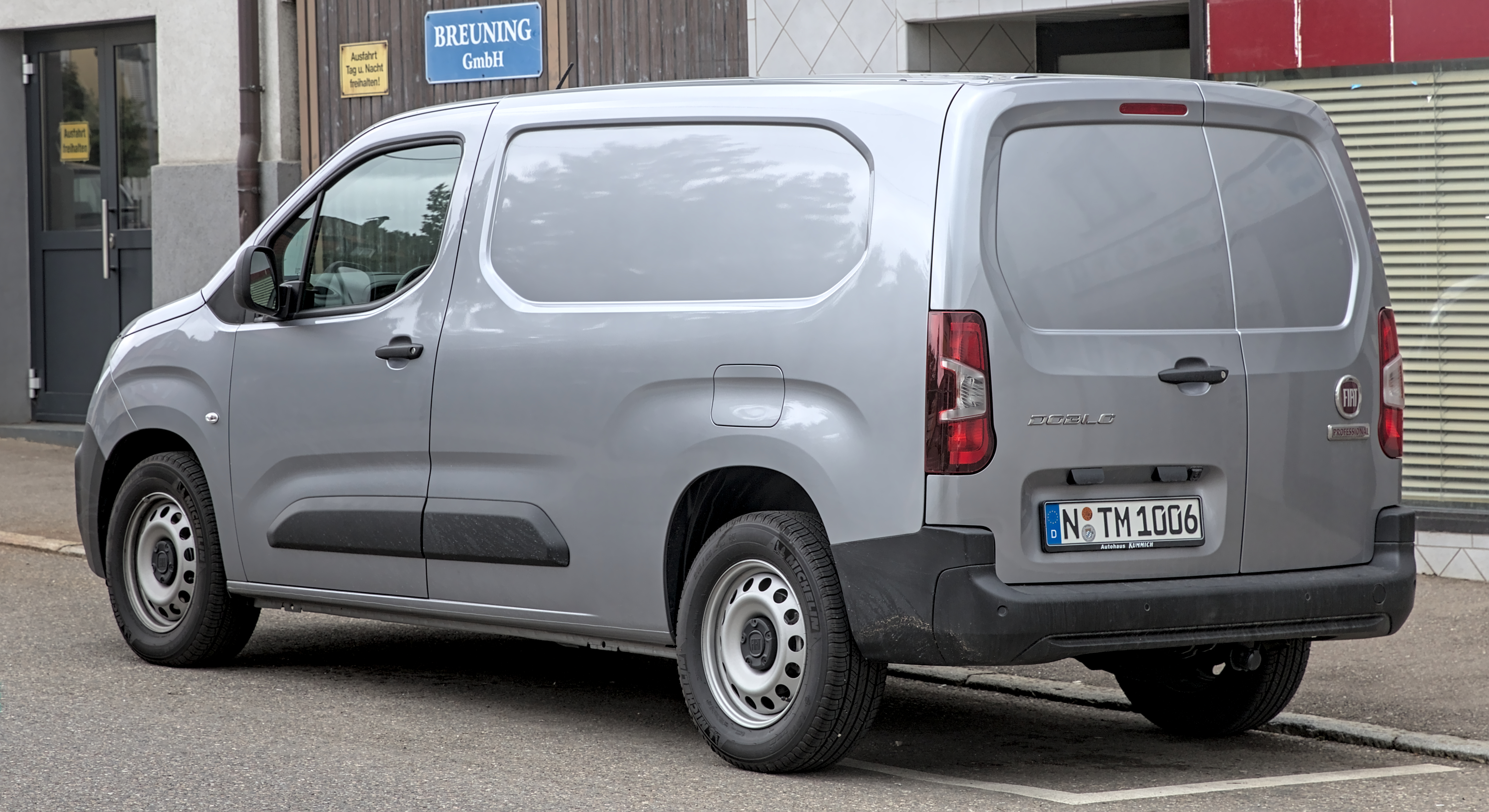
Fiat Doblò Cargo (arrière)
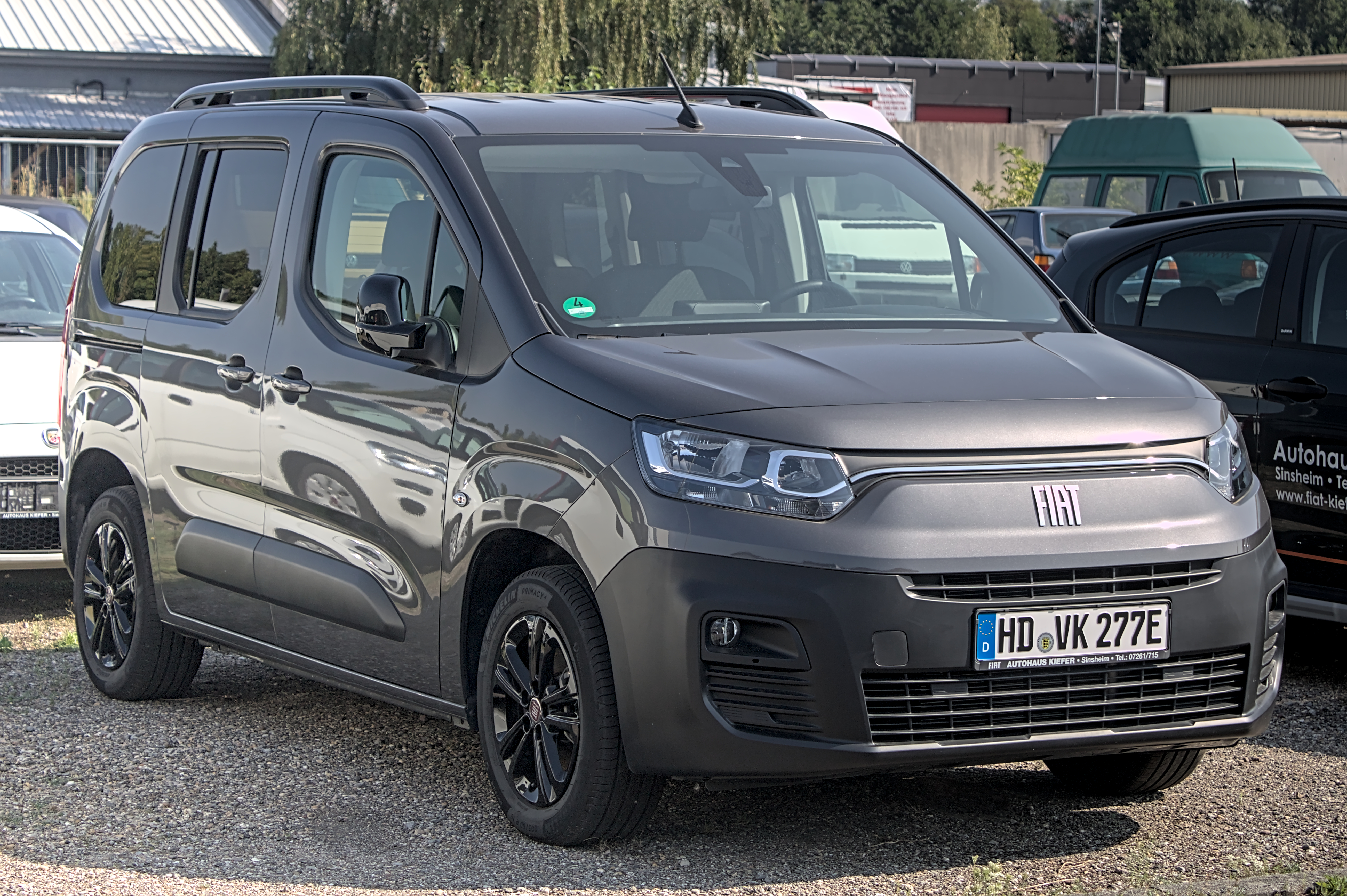
Fiat E-Doblò
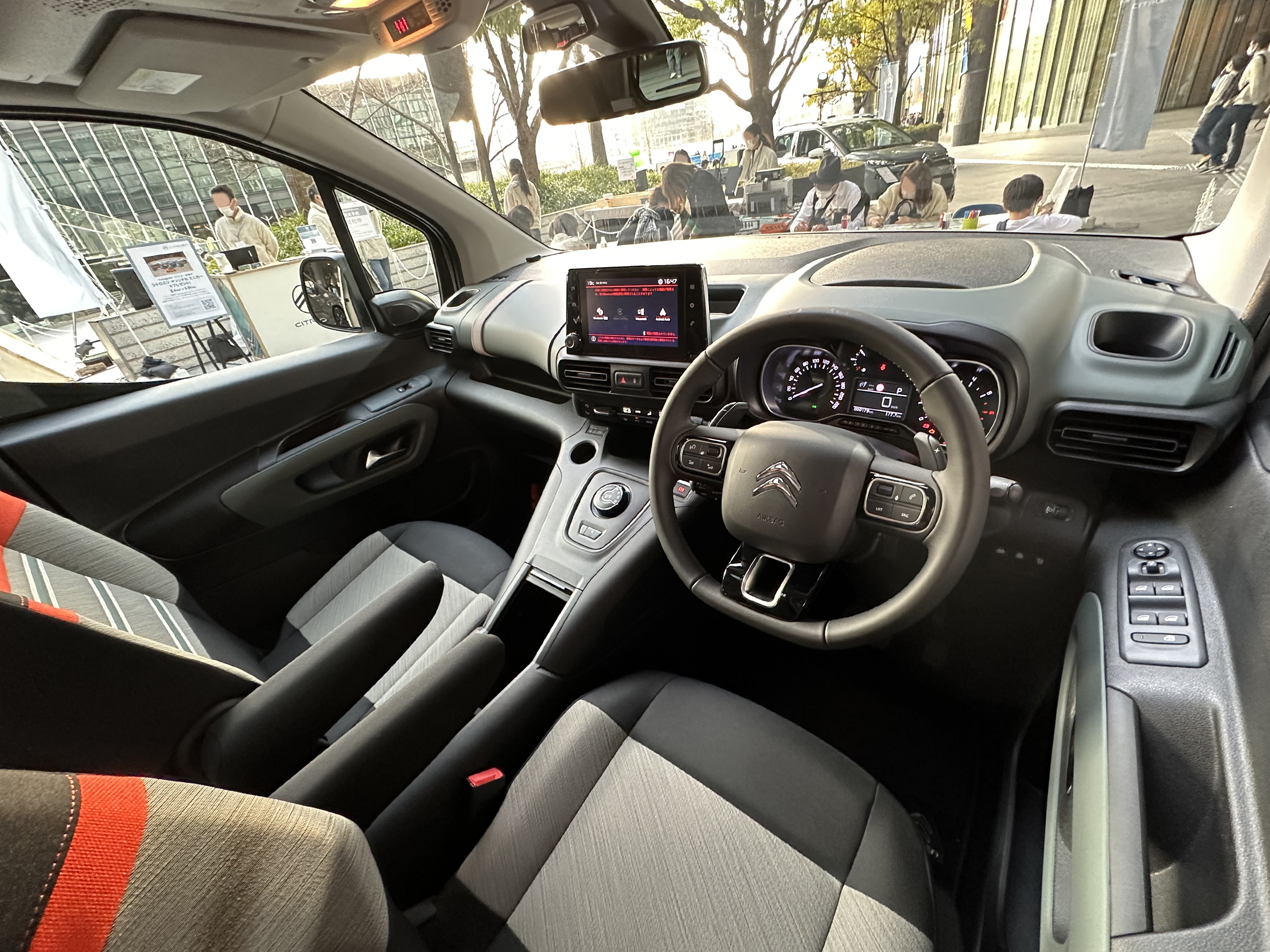
Citroën Berlingo (intérieur)

### Phase 2

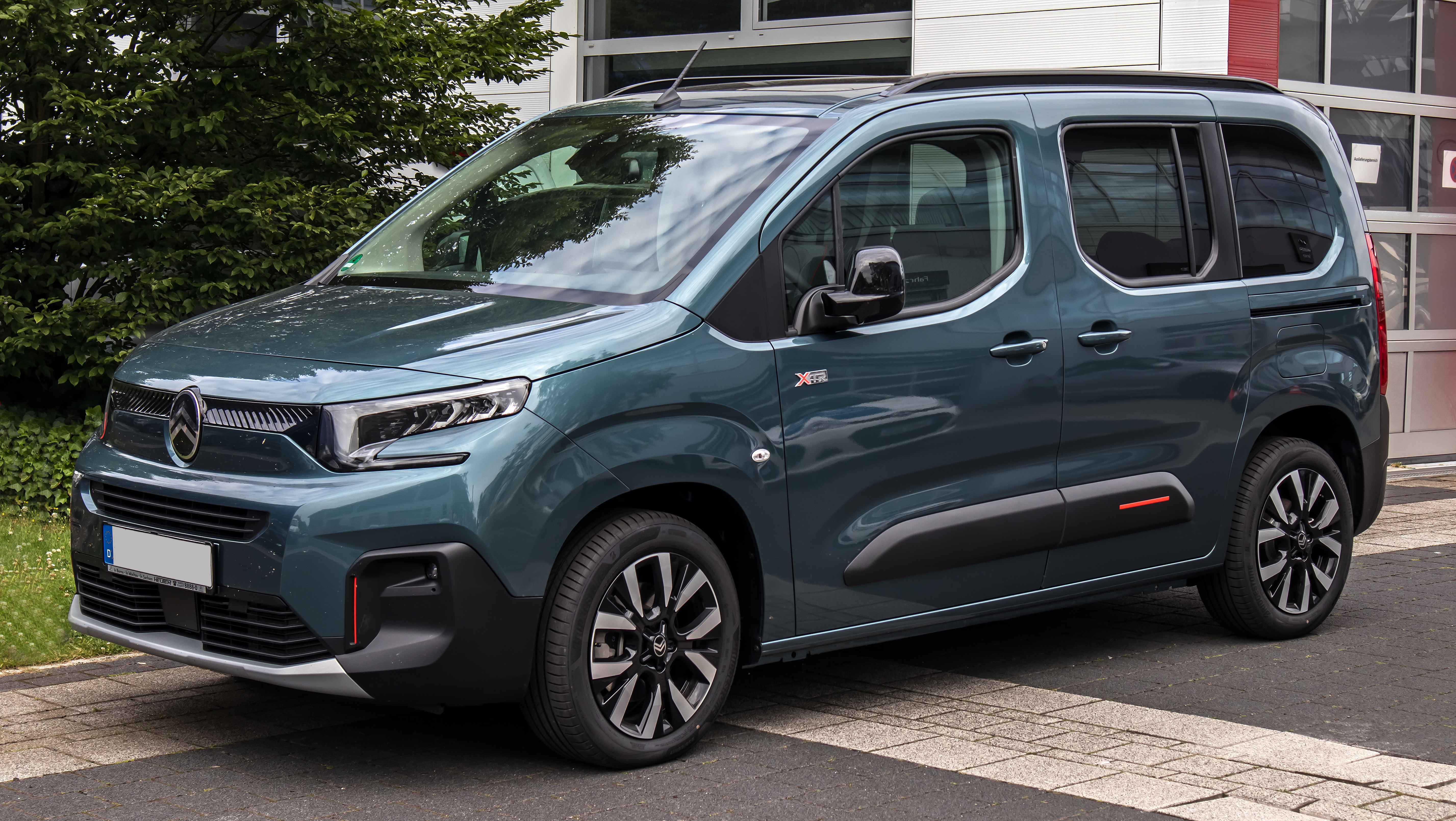
Citroën Berlingo (avant)
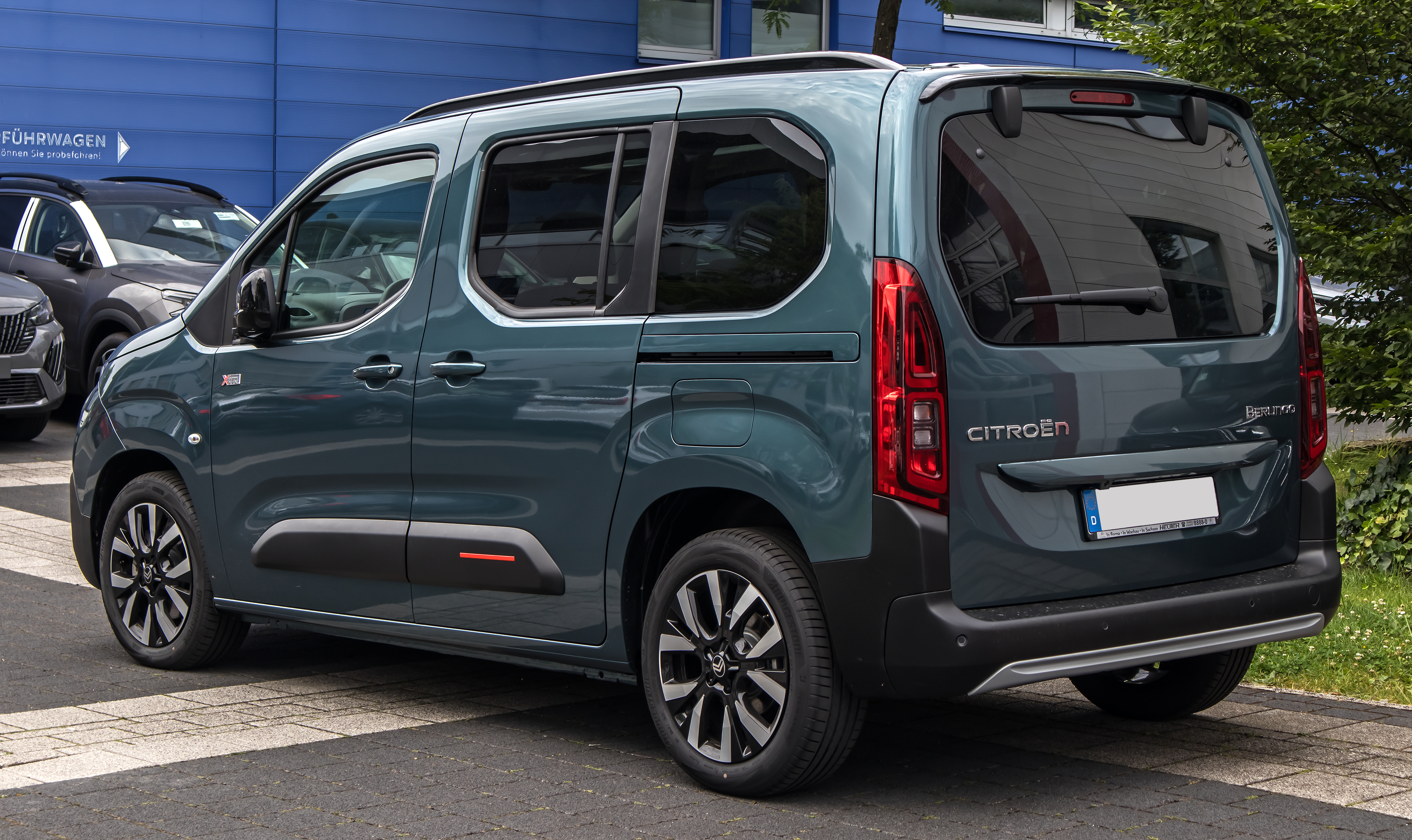
Citroën Berlingo (arrière)
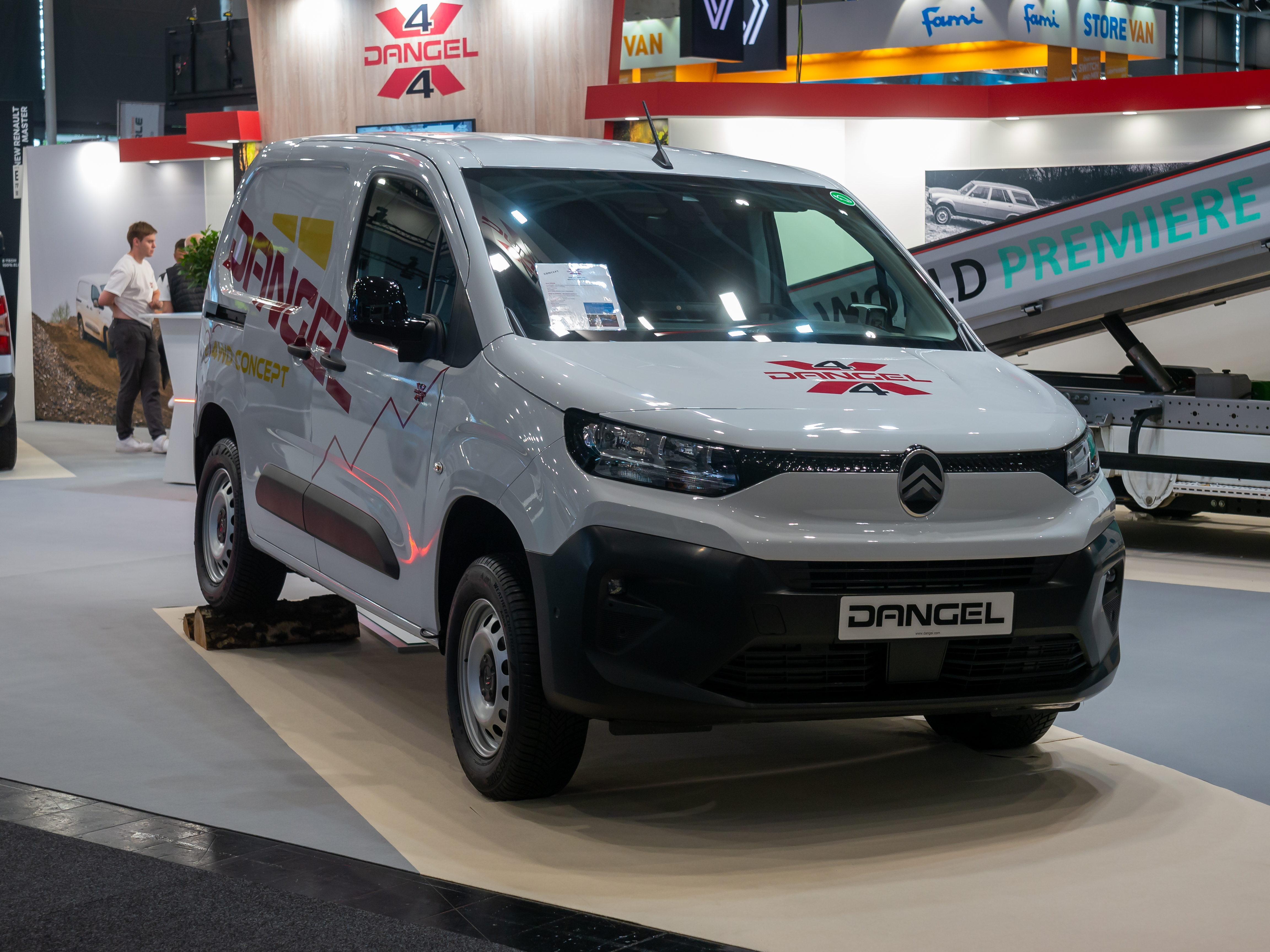
Citroën Berlingo Van (modèle Dangel)
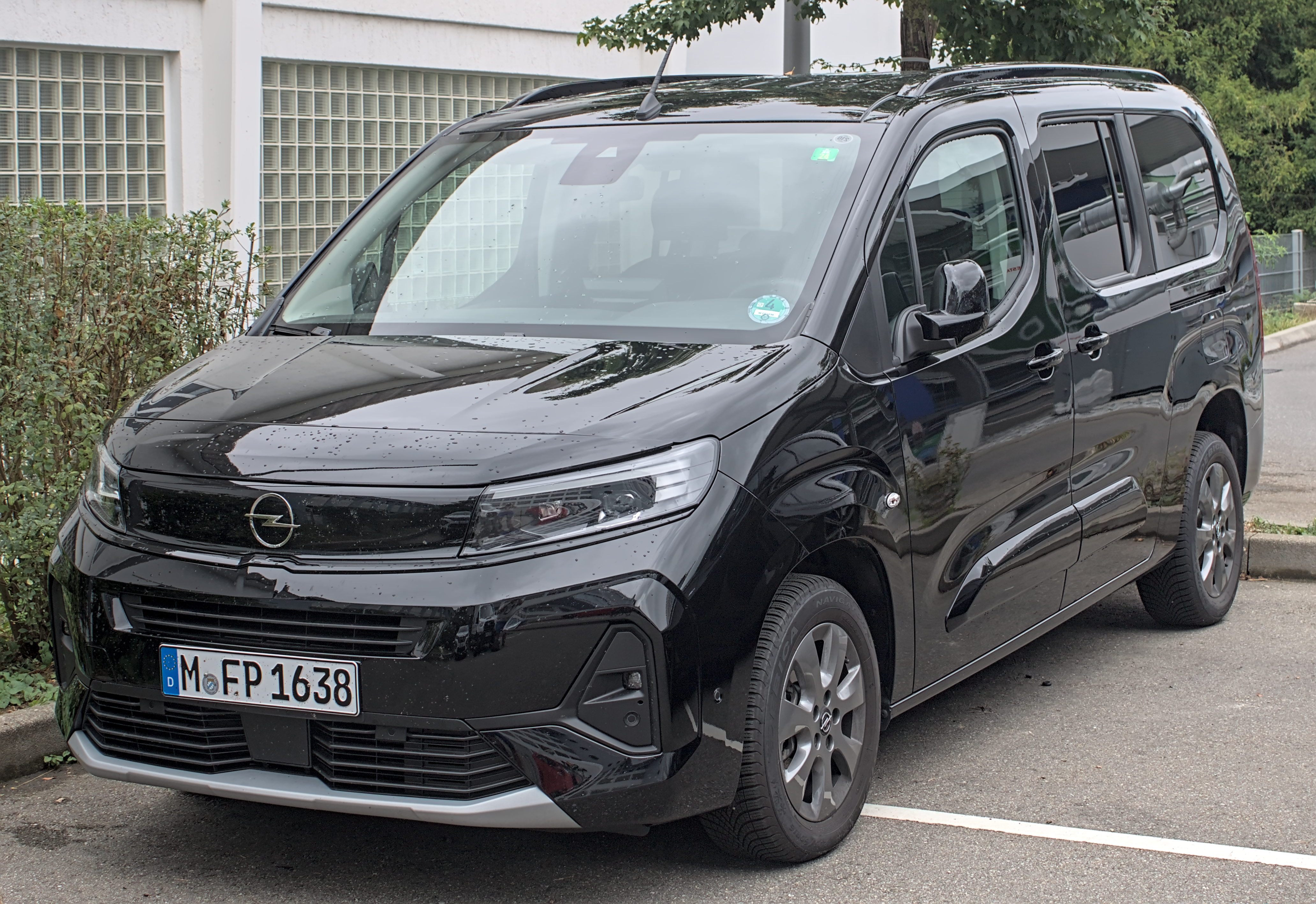
Opel Combo Life (avant)
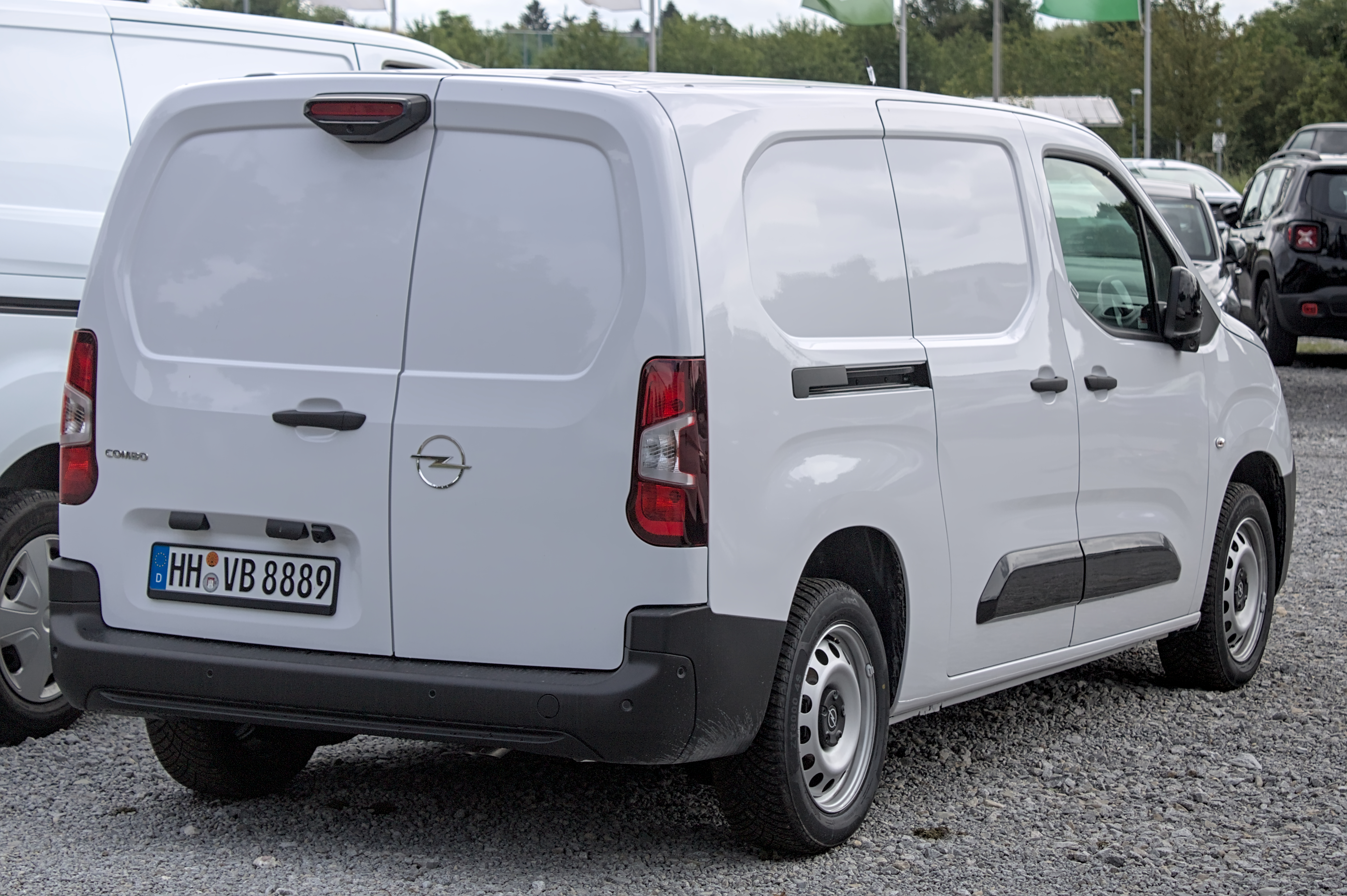
Opel Combo Cargo (arrière)
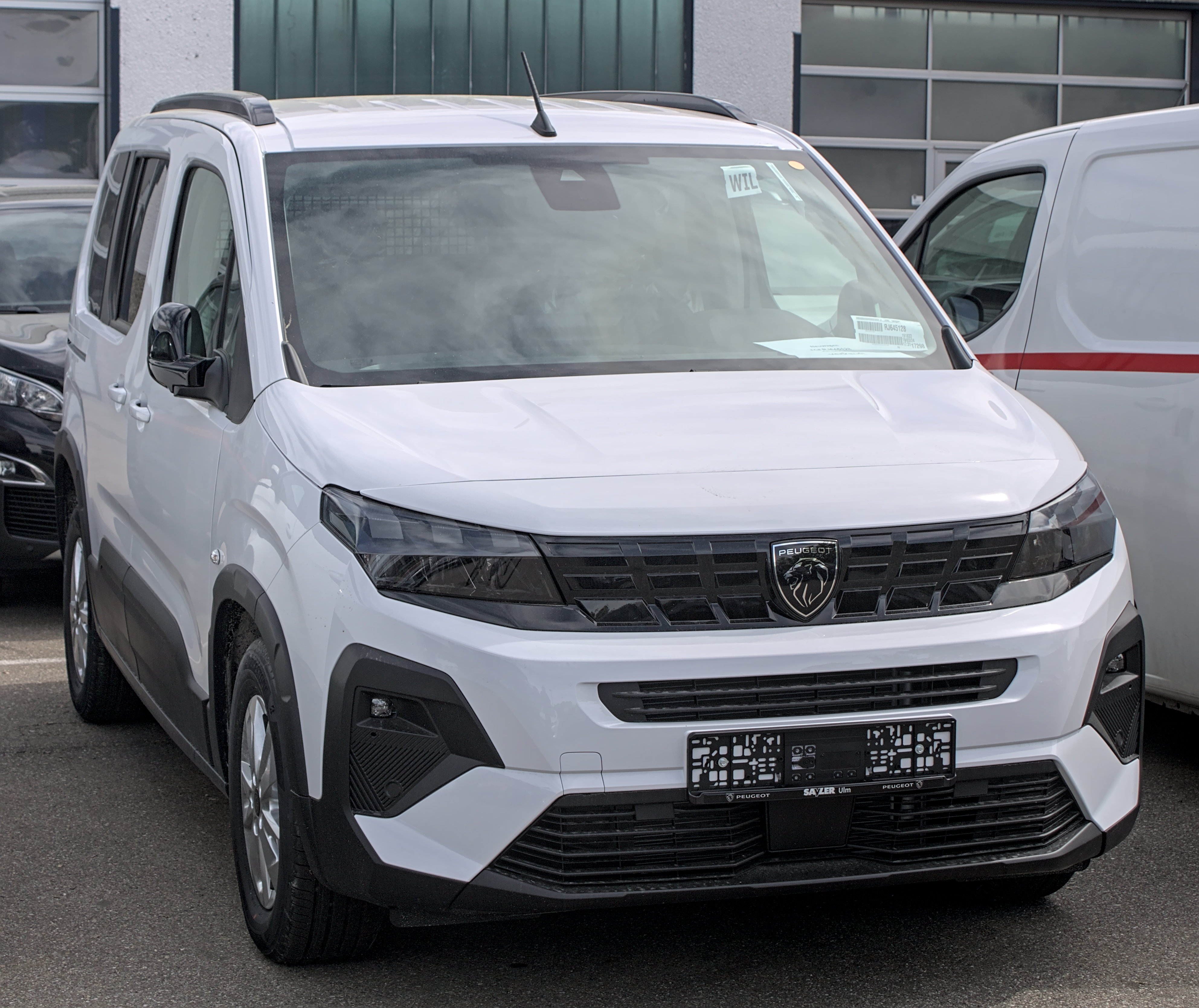
Peugeot Rifter (avant)
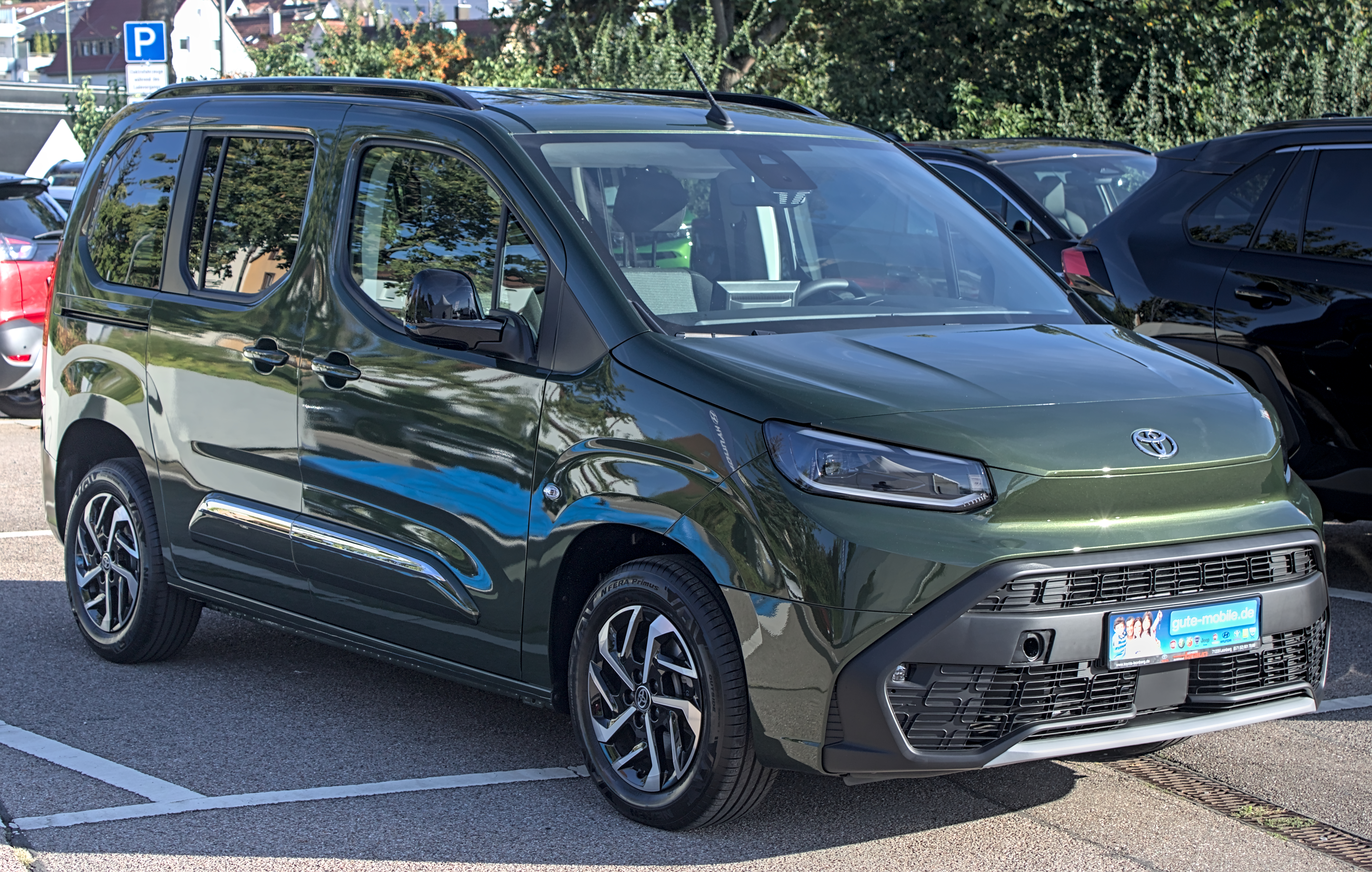
Toyota ProAce City Verso (avant)
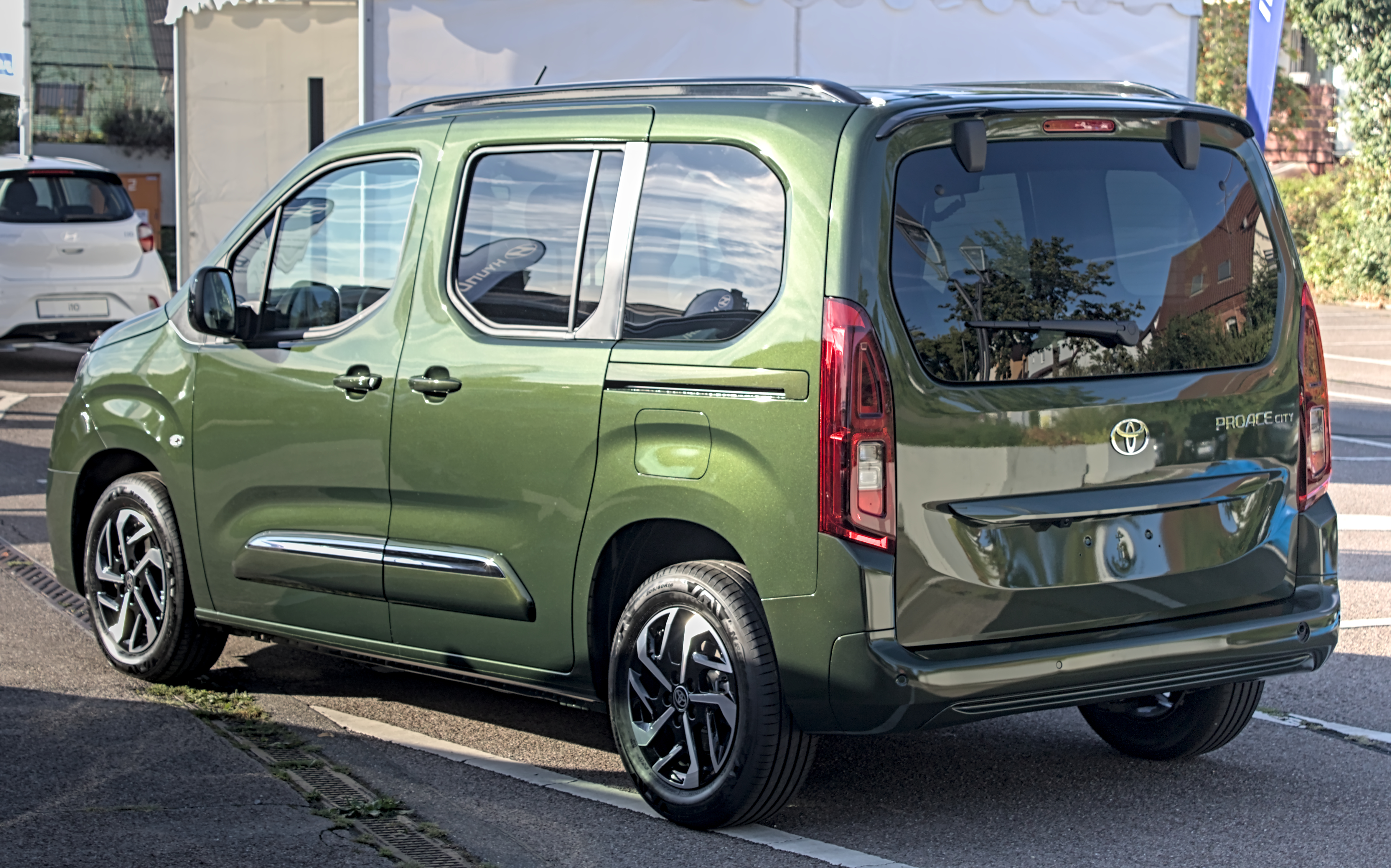
Toyota ProAce City Verso (arrière)

## Concept-car

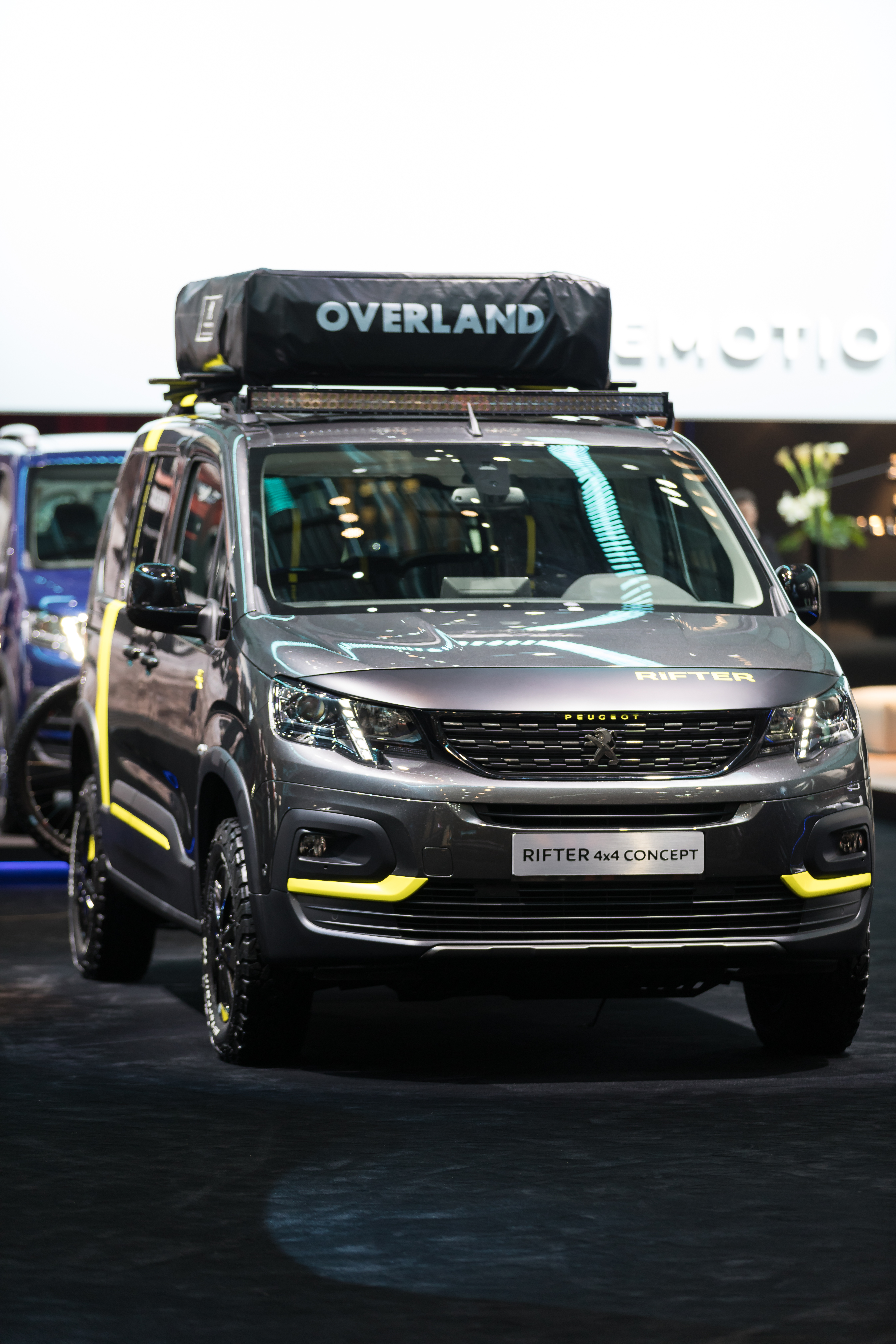
Peugeot Rifter 4x4 Concept.

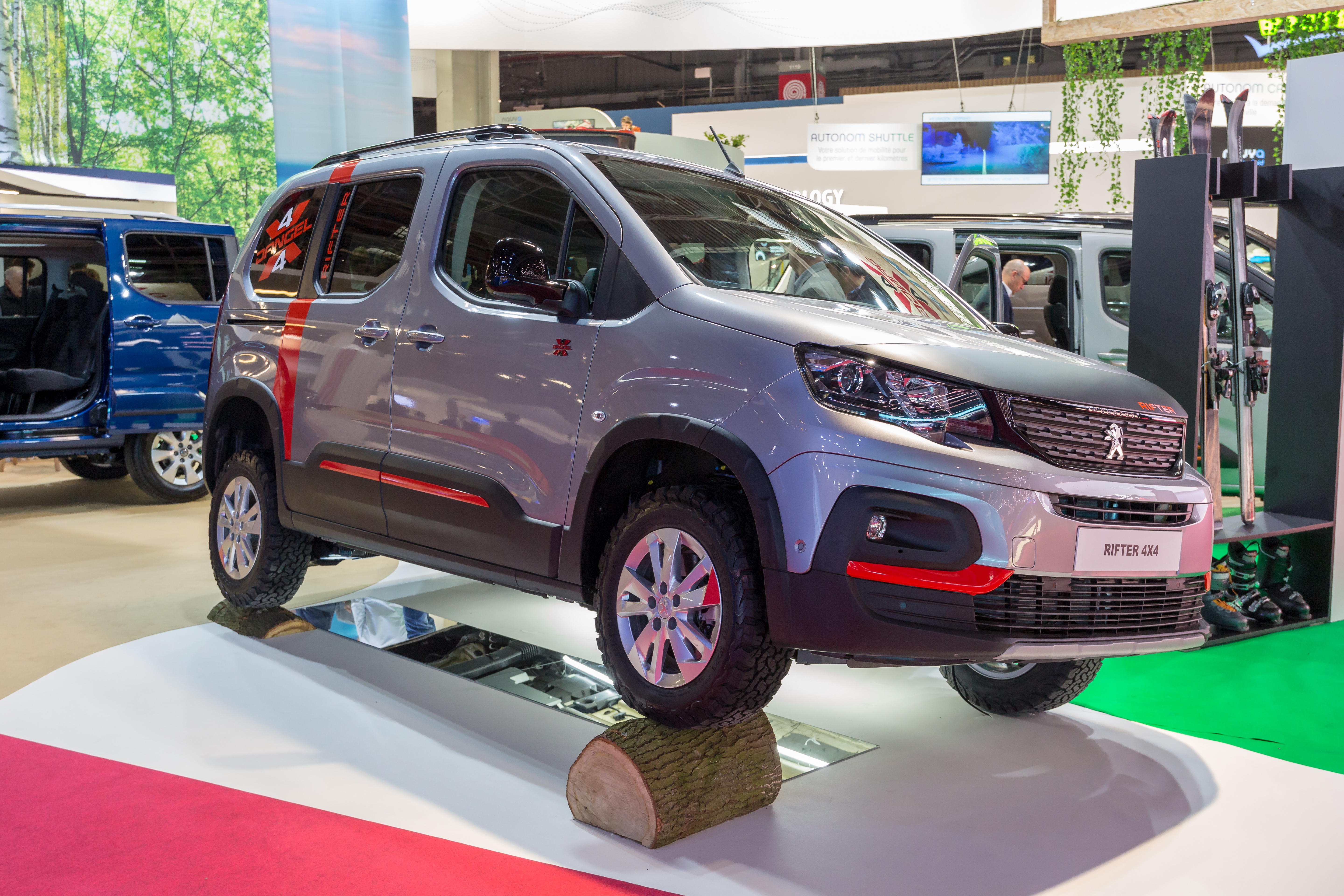
Rifter 4x4 Dangel.

Le 21 février 2018, puis au Salon international de l'automobile de Genève 2018, Peugeot dévoile le Rifter 4x4 Concept préparé par Dangel. Il se distingue du Rifter classique par ses quatre roues motrices, sa livrée gris pailleté spécifique accompagnée de touches jaune, des stickers chromés sur la face arrière, des inserts noirs et des jantes de 16 pouces diamantées;
Cette configuration est déclinée en série sur commande spéciale chez Dangel.